# ВЛ10
ВЛ10 (Владимир Ленин, тип 10, до 1963 Т8 — Тбилисский 8-осный) — советский магистральный грузопассажирский электровоз постоянного тока, выпускавшийся Тбилисским (ТЭВЗ) и Новочеркасским (НЭВЗ) электровозостроительными заводами с 1961 по 1977 годы. Создан с использованием части электрооборудования электровозов ВЛ8, по экипажной части и кузовам унифицирован с электровозами ВЛ80. Послужил основой для электровозов ВЛ11 и опытного ВЛ12. С середины 1960-х основной грузовой электровоз постоянного тока железных дорог СССР. Самая массовая модель в ряду электровозов постоянного тока НЭВЗ и ТЭВЗ.

## Предыстория электровоза
Спроектированные в 1952 году электровозы серии ВЛ8 к началу 1960-х годов уже не отвечали возросшим требованиям железных дорог СССР. Эти электровозы имели тяговые электродвигатели мощностью всего 525 кВт, тяжёлые литые тележки, жёсткое рессорное подвешивание и чрезмерно шумную кабину из-за неудачного расположения вспомогательных машин.
Техническое задание на проектирование нового электровоза было подготовлено в Министерстве путей сообщения. 9 февраля 1960 года оно было утверждено заместителем министра П. Г. Муратовым.
Технический проект электровоза был разработан конструкторами специального конструкторского бюро ТЭВЗ под руководством главного инженера бюро Г. И. Чирикадзе. В конце июня 1960 года готовый проект уже рассматривался в МПС. Выпуск первого электровоза приурочили к 40-летию установления Советской власти в Грузии. Первый электровоз, выпущенный в 1961 году, был назван Т8-001. В среде локомотивных бригад позже получил прозвище «Выло» (от аббревиатуры ВЛ).

## Первые электровозы

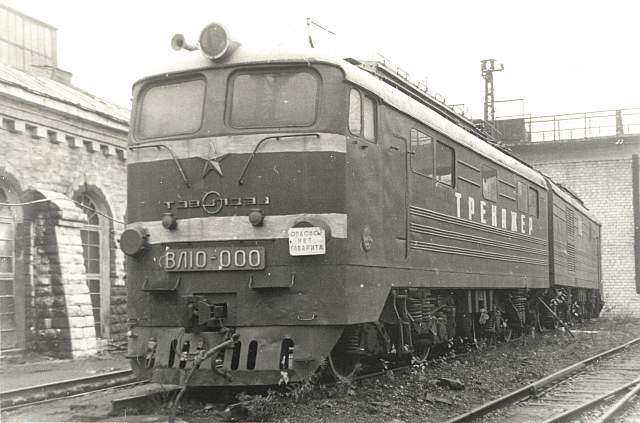
Электровоз ВЛ10-000 (настоящий номер 007) в депо Златоуст

Первый электровоз и небольшая установочная партия электровозов ВЛ10 имели существенные отличия от серийных. В первом электровозе кузов каждой секции электровоза опирался на две двухосные тележки через четыре боковые опоры шарового типа. В кузове каждой секции установлено различное оборудование, электроаппараты и электромашины. Рамы кузова служили для передачи тяговых и тормозных усилий. По концам кузова, со стороны кабины машиниста были установлены автосцепки СА-3, а между собой секции соединялись постоянной сцепкой по типу сцепки тепловоза ТЭ2.
Рессорное подвешивание имеет суммарный статический прогиб 111 мм, в том числе: 63 мм на цилиндрических пружинах боковых опор и 48 мм на цилиндрических пружинах рессор тележек. Тяговое усилие передаётся с рам тележки на кузов через шкворневые узлы. Буксы тележек имеют роликовые подшипники. Тяговое и тормозное усилие на раму тележки передаётся через поводки с резино-металлическими блоками (аналогично конструкции, применённой на электровозах ВЛ60). Для уменьшения колебаний и вибрации кузова между буксами и рамами тележек были установлены фрикционные гасители колебаний, между рамами тележек и кузовом — гидравлические гасители. На электровозе также было установлено противоразгрузочное устройство, предотвращавшее разгрузку первых по ходу движения колёсных пар от возникающего момента.
Тяговые электродвигатели (ТЭД) ТЛ-2 мощностью 650 кВт (в часовом режиме) каждый, имеют опорно-осевое подвешивание. ТЭД выполнен с шестью основными и шестью добавочными полюсами. Остов ТЭД, подшипниковый щит, вал якоря, малая шестерня, щёточный аппарат были выполнены унифицированными с ТЭД НБ-412М электровоза ВЛ60.
Силовая электрическая схема очень близка к схеме ВЛ8. Возможны три соединения тяговых электродвигателей:
- последовательное (С — все 8 тяговых двигателей соединены последовательно, напряжение на зажимах ТЭД 375 В);
- последовательно-параллельное (СП — ТЭД соединены в две параллельные цепи по четыре ТЭД в каждой, напряжение на зажимах ТЭД 750 В);
- параллельное (П — ТЭД соединены в четыре цепи по два ТЭД последовательно, напряжение на зажимах ТЭД 1500 В).

Ходовые (с полностью выведенным пусковым реостатом) позиции: 16-я (С), 27-я (СП) и 37-я (П).

## История выпуска и создания модификаций

### ВЛ10
Электровозы строились на ТЭВЗ с 1961 по 1976 годы, а также НЭВЗ с 1969 по 1976 годы. Механическую часть для всех электровозов выпускал НЭВЗ.
На серийные электровозы ранних выпусков ТЭВЗ (№ 021 - № 144) токоприёмники устанавливались по концам секций. При дальнейшей эксплуатации токоприёмники переносили вперёд.
Серийные электровозы более ранних выпусков имели большие круглые буферные фонари как у ВЛ80К (до № 287 ТЭВЗ и № 622 НЭВЗ), позднее электровозы стали оснащаться буферными фонарями меньших размеров с расположенными сбоку от них красными хвостовыми огнями по аналогии с электровозами ВЛ80Т (с №287 ТЭВЗ и № 622 НЭВЗ).
Начиная с № 720 НЭВЗ над буферными фонарями начали устанавливать козырьки.
Всего было построено 1904 электровоза ВЛ10.
В соответствии с заданием МПС с 1976 года ТЭВЗ (с электровоза № 101) и НЭВЗ (с № 001) взамен электровозов ВЛ10 выпускаются электровозы ВЛ10У (утяжелённый), на которых нагрузка от колесной пары на рельсы увеличена до 25 тс вместо 23 тс при помощи установки под полом кузова чугунных грузов.

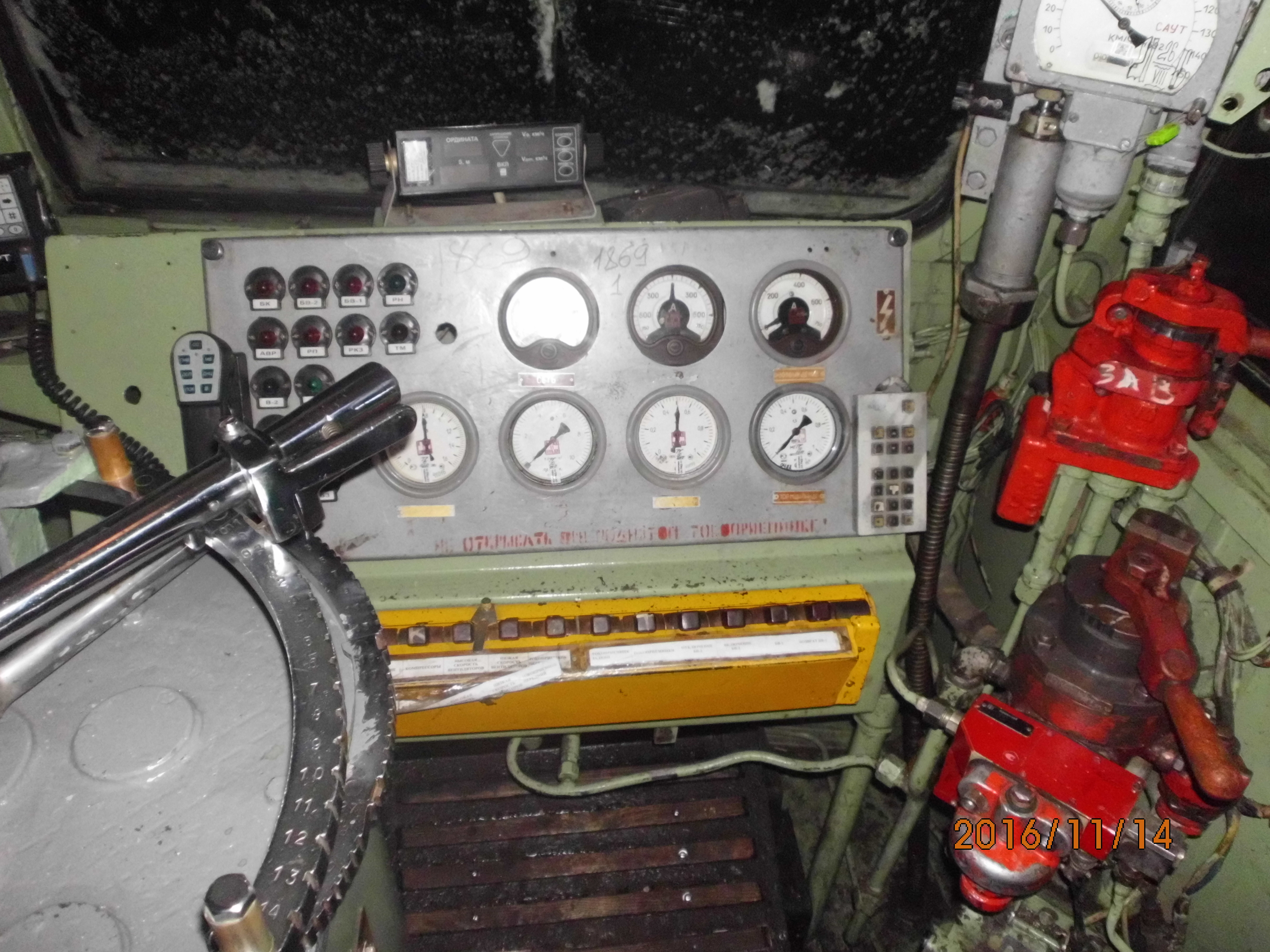
ВЛ10. Рабочее место машиниста
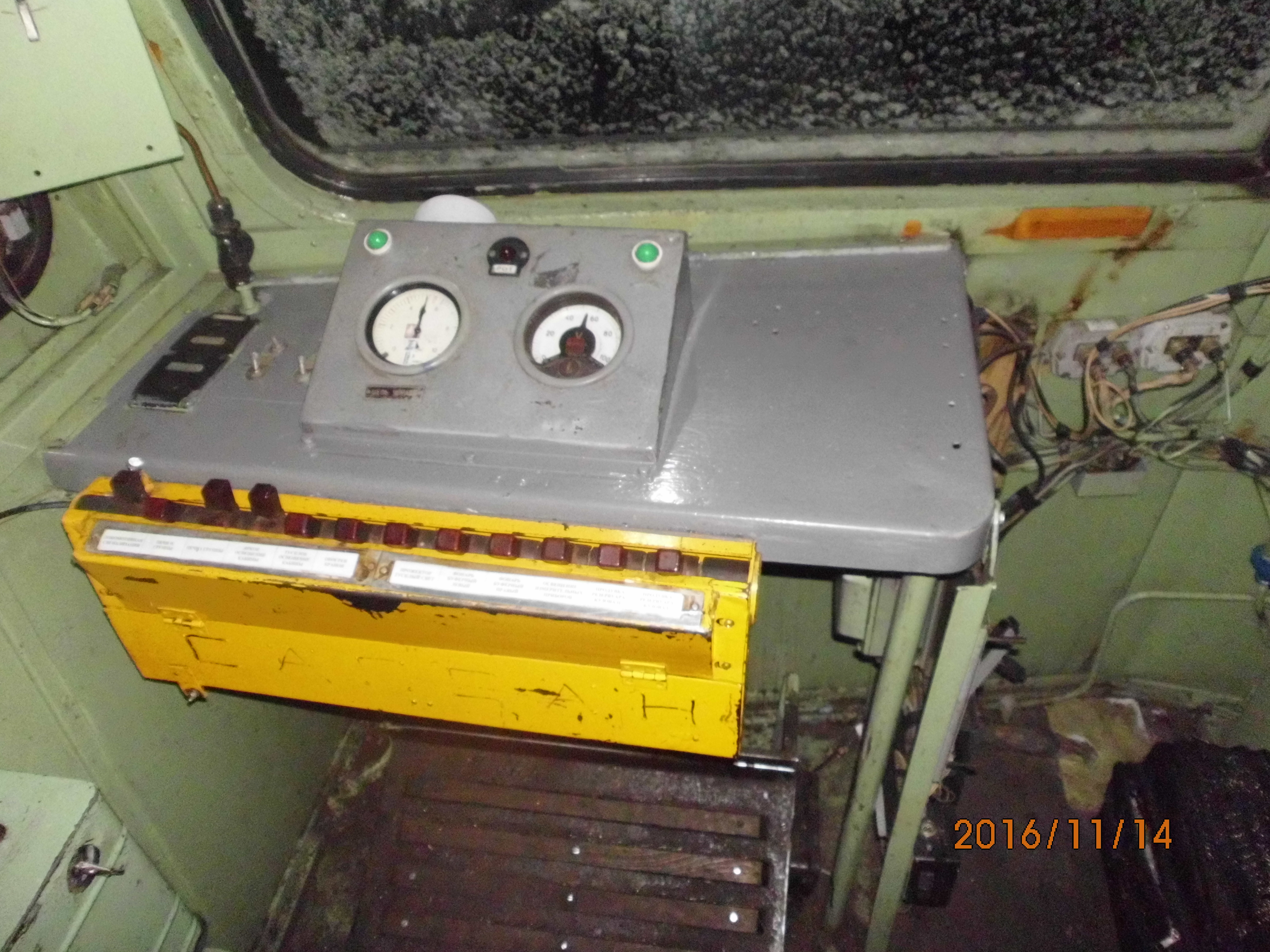
ВЛ10. Рабочее место помощника машиниста
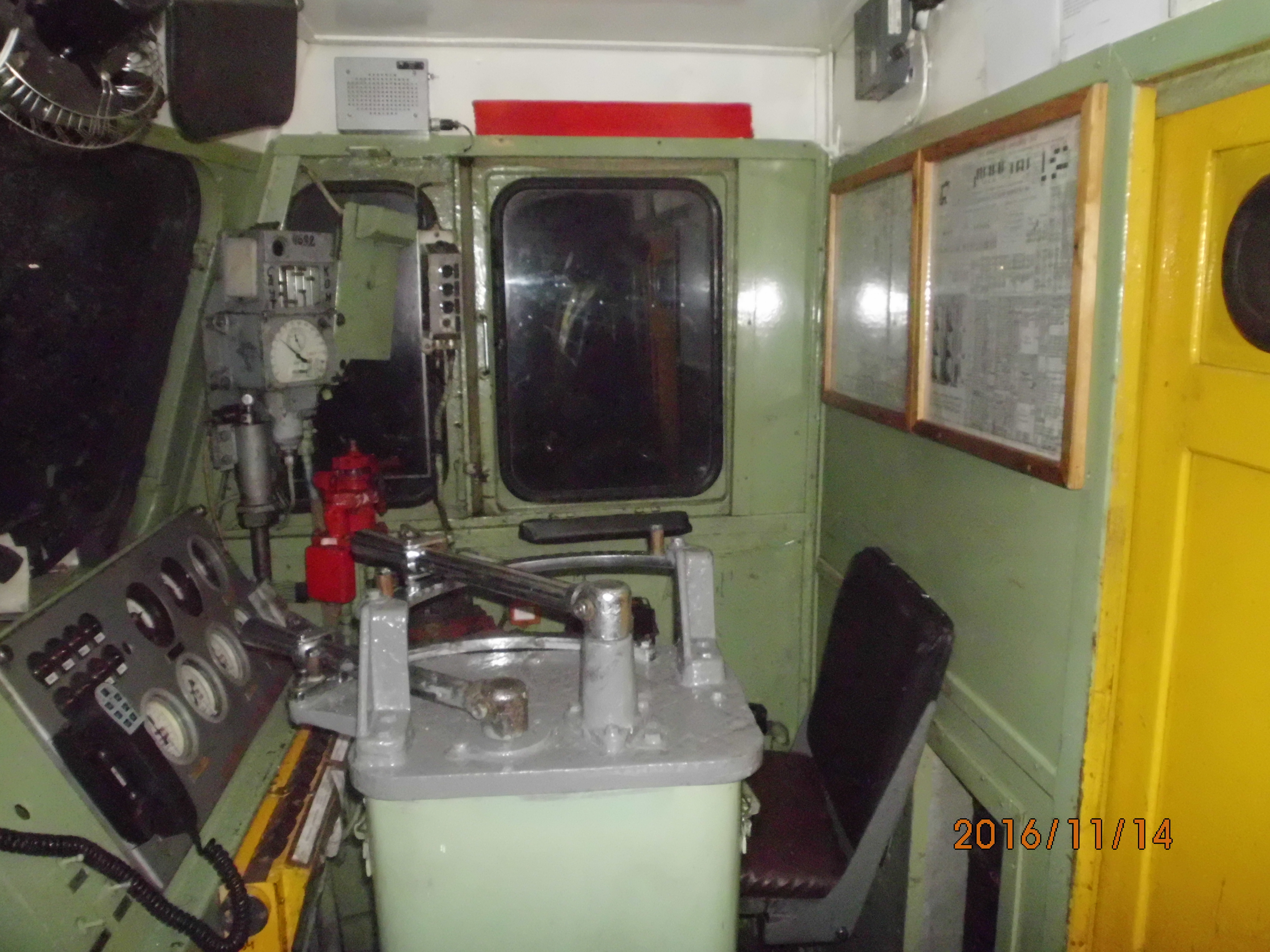
ВЛ10. Тумба контроллера машиниста
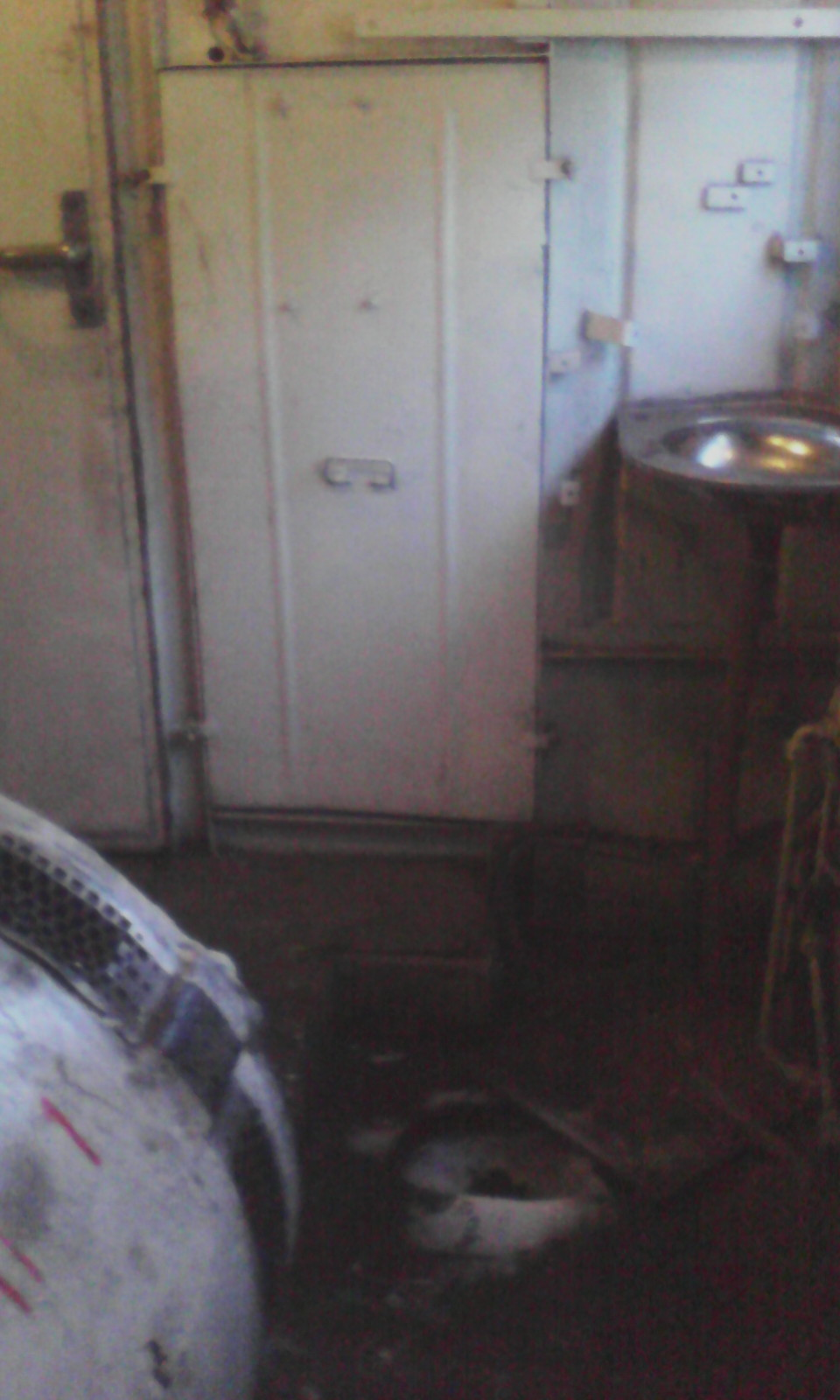
Санузел располагается в секции "Б": рукомойник и дыра в полу
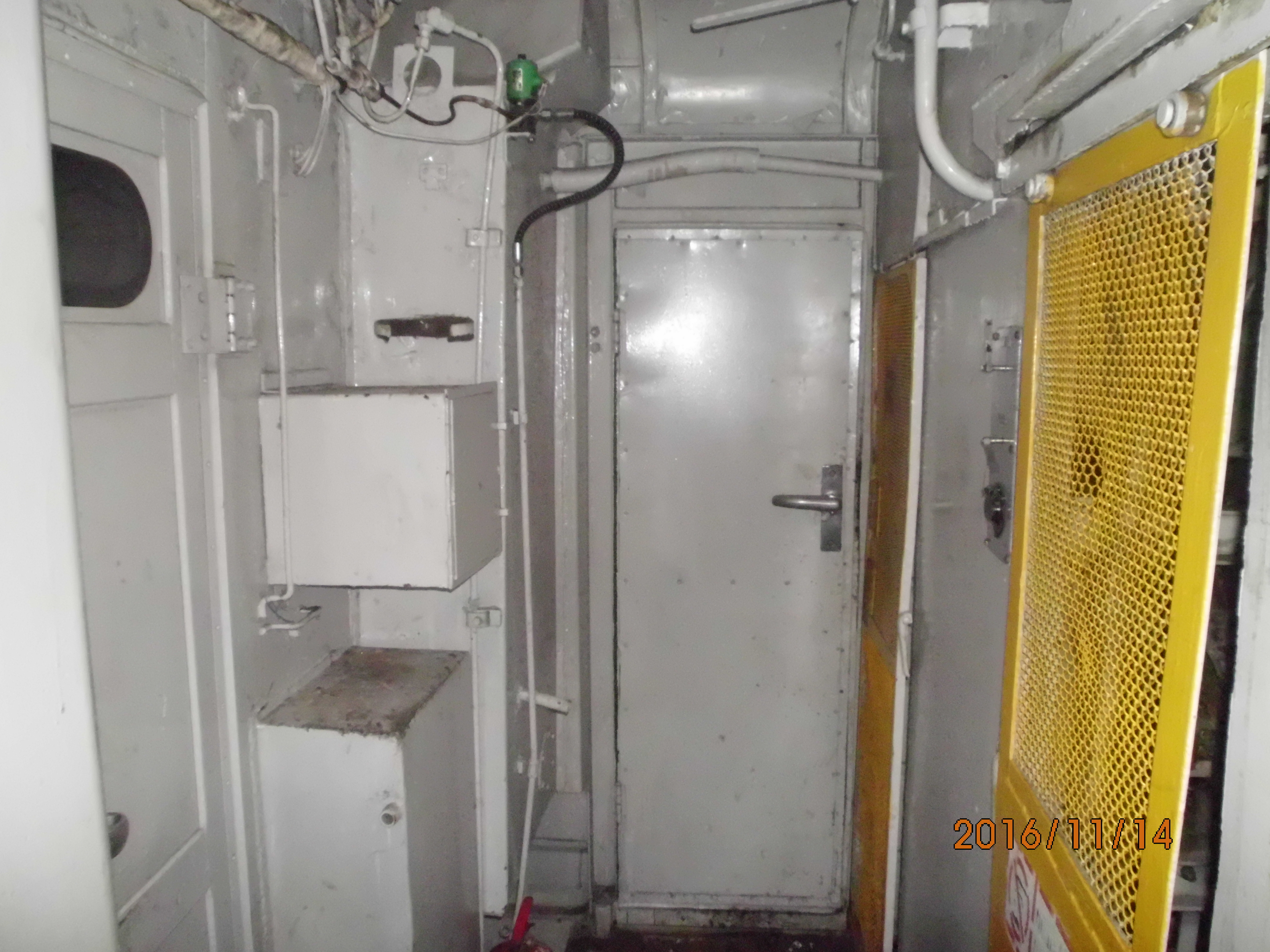
Правая входная дверь в секцию, дверь в кабину и решётчатые двери в высоковольтную камеру
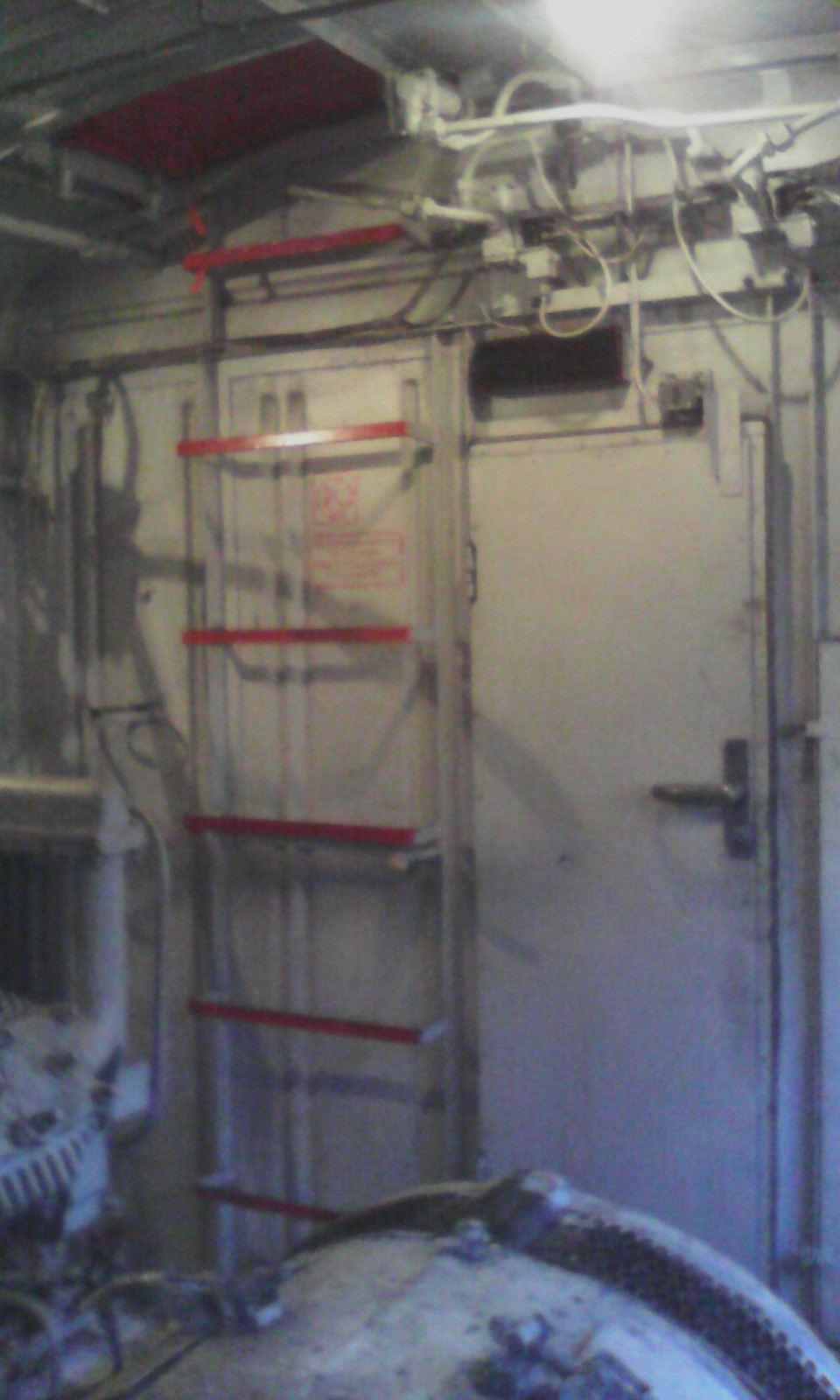
Лестница выхода на крышу электровоза

### ВЛ10У
ВЛ10У — утяжелённый электровоз постоянного тока, колёса которого имеют бо́льшую силу сцепления с рельсами, благодаря чему он способен возить более тяжёлые составы. По механической части он унифицирован с электровозами ВЛ80Т, ВЛ80С, ВЛ80Р. Всего было построено 979 электровозов ВЛ10У.
Кузов, экипажная часть, пневматическое и основное оборудование унифицировано с электровозами ВЛ10, ВЛ11, ВЛ11М. Всего с 1974 по 2005 год построено 982 машины, первые три машины переделаны из обычных ВЛ10 и сохранили старые номера (ВЛ10У−1110, 1352, 1353), в дальнейшем нумерация началась с нуля: ВЛ10У−001 — 797, 851—1032.
По сравнению с ВЛ10 на ВЛ10У нагрузка от колесной пары на рельсы увеличена до 25 тс вместо 23 тс.
Разработан Тбилисским электровозостроительным заводом.
ВЛ10У выпускался Тбилисским и Новочерскасским электровозостроительными заводами. В модельном ряду завода ТЭВЗ по состоянию на 2019 год эта модель все ещё присутствует. Последние два ВЛ10У (1031 и 1032) были построены в 2005 году по заказу Азербайджанской железной дороги.

### ВЛ10Н

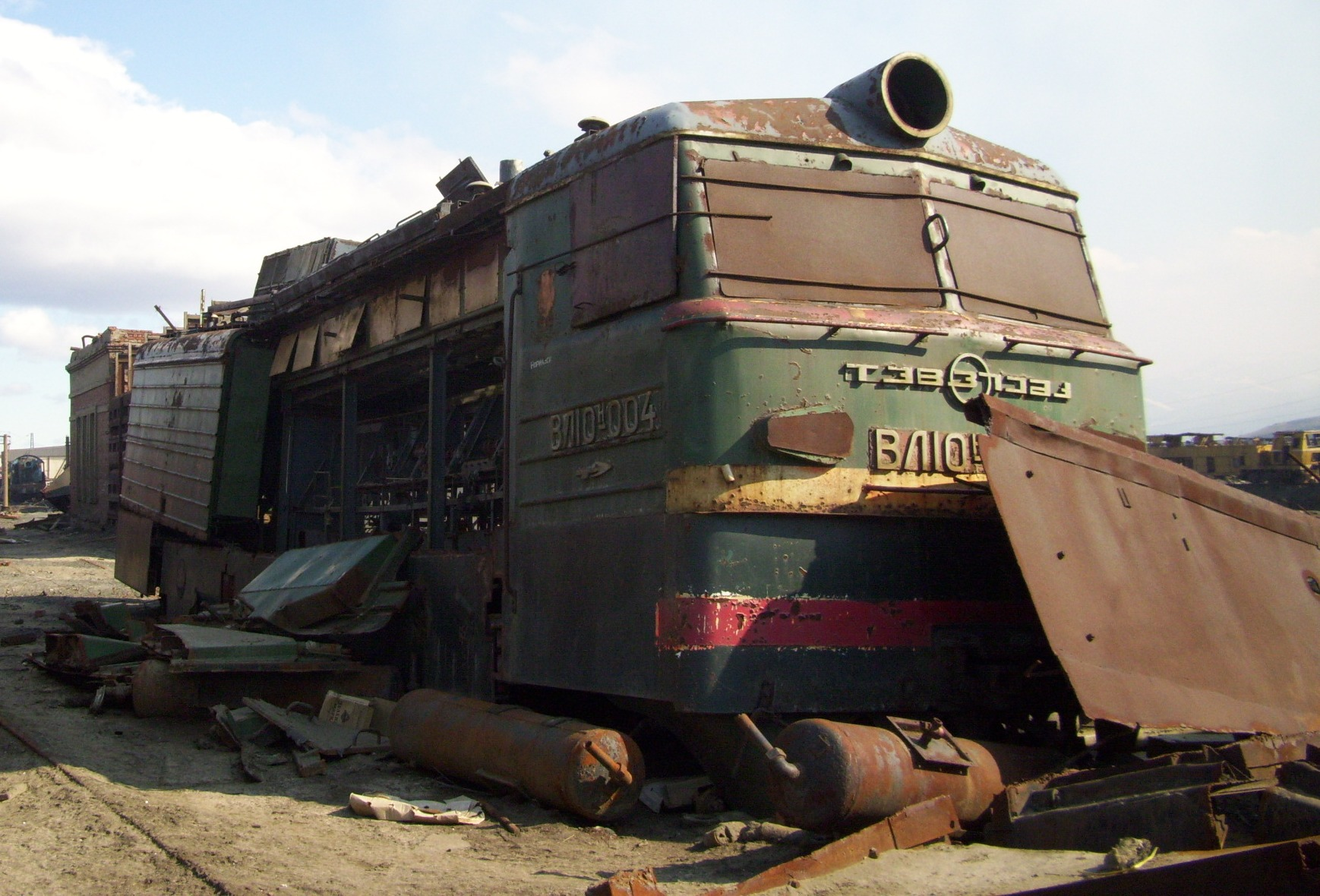
Разбитая секция электровоза ВЛ10^{Н}−004

Электровозы без рекуперативного торможения, построенные специально для Норильской промышленной железной дороги, на что указывает буква Н в обозначении серии. В 1984—1985 годах Тбилисским заводом было выпущено 10 локомотивов этой серии. По состоянию на 2010-е годы все электровозы были списаны, часть из них сохранилась в сильно разбитом виде.

## Модернизации

### ВЛ10П

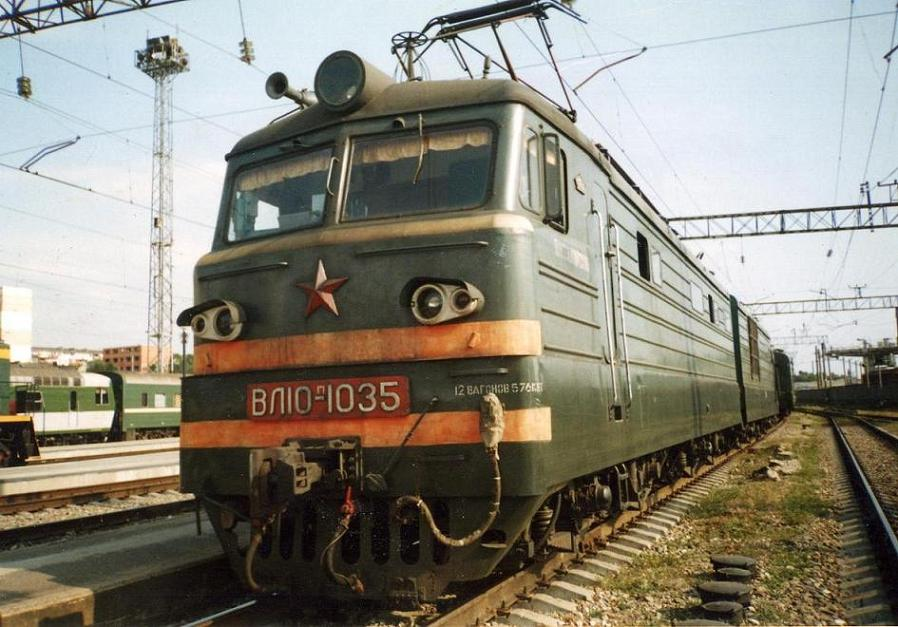
ВЛ10^{П}−1035, модернизированный для пассажирской эксплуатации

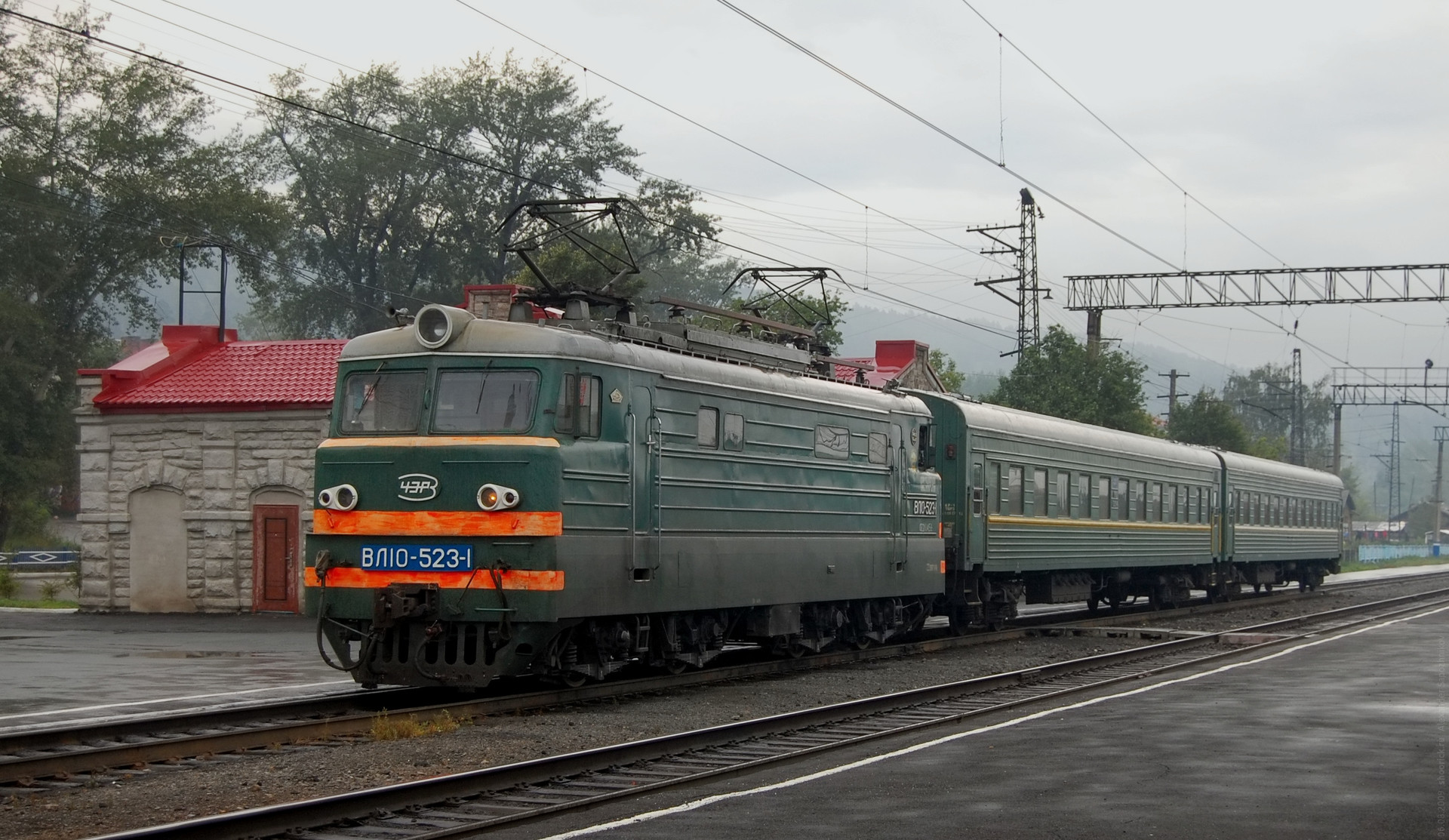
ВЛ10-523-1 c пассажирским поездом Учалы — Златоуст на станции Миасс старый вокзал

Челябинский электровозоремонтный завод в 2001 году модернизировал по одной секции электровозов ВЛ10-523 и ВЛ10-1867 для вождения пассажирских поездов, переоборудовав их в двухкабинные односекционные электровозы ВЛ10П. Электровоз ВЛ10П−523-1 сохранил кабины оригинального электровоза ВЛ10, в то время как ВЛ10П−1867-1 получил обновлённые кабины, использованные на электровозах ВЛ10К. ВЛ10П−523-1 списан в 2012 году. ВЛ10П−1867 списан в 2013 году.
Индекс П был также присвоен нескольким десяткам локомотивов ВЛ10, оборудованных электропневмотормозами, обогревом вагонов и воздухораспределителями пассажирского типа без других существенных изменений. Такие электровозы могли водить как пассажирские, так и грузовые поезда. Заметное их количество было приписано к депо ТЧЭ-3 Курган Ю-УР а некоторые из них были временно переданы на Северо-Кавказскую дорогу.

### ВЛ10К, ВЛ10УК
Челябинский электровозоремонтный завод в 2000-х годах проводил модернизацию (КРП) электровозов ВЛ10 и ВЛ10У. При этом к существующему обозначению локомотива добавлялся индекс К, то есть ВЛ10 становился ВЛ10К, а ВЛ10У — ВЛ10УК, либо, например, ВЛ10КУ (ВЛ10КУ). В процессе доработки изменялись кабина (дизайн в целом аналогичен ЧС7) и силовая схема, из главных отличий — замена контроллера машиниста на электронную систему управления тягой ЭСУТ-УВ, построенную на базе СМЕТ (системы многих единиц телемеханической), и групповых переключателей на индивидуальные контакторы, работающие в схеме вентильного перехода с соединения на соединение тяговых двигателей. В результате электровоз получил возможность работать в 2, 3 или 4 секции с гибким изменением соединений тяговых двигателей. Вспомогательные машины, тяговые двигатели, механическая часть практически не изменились. 

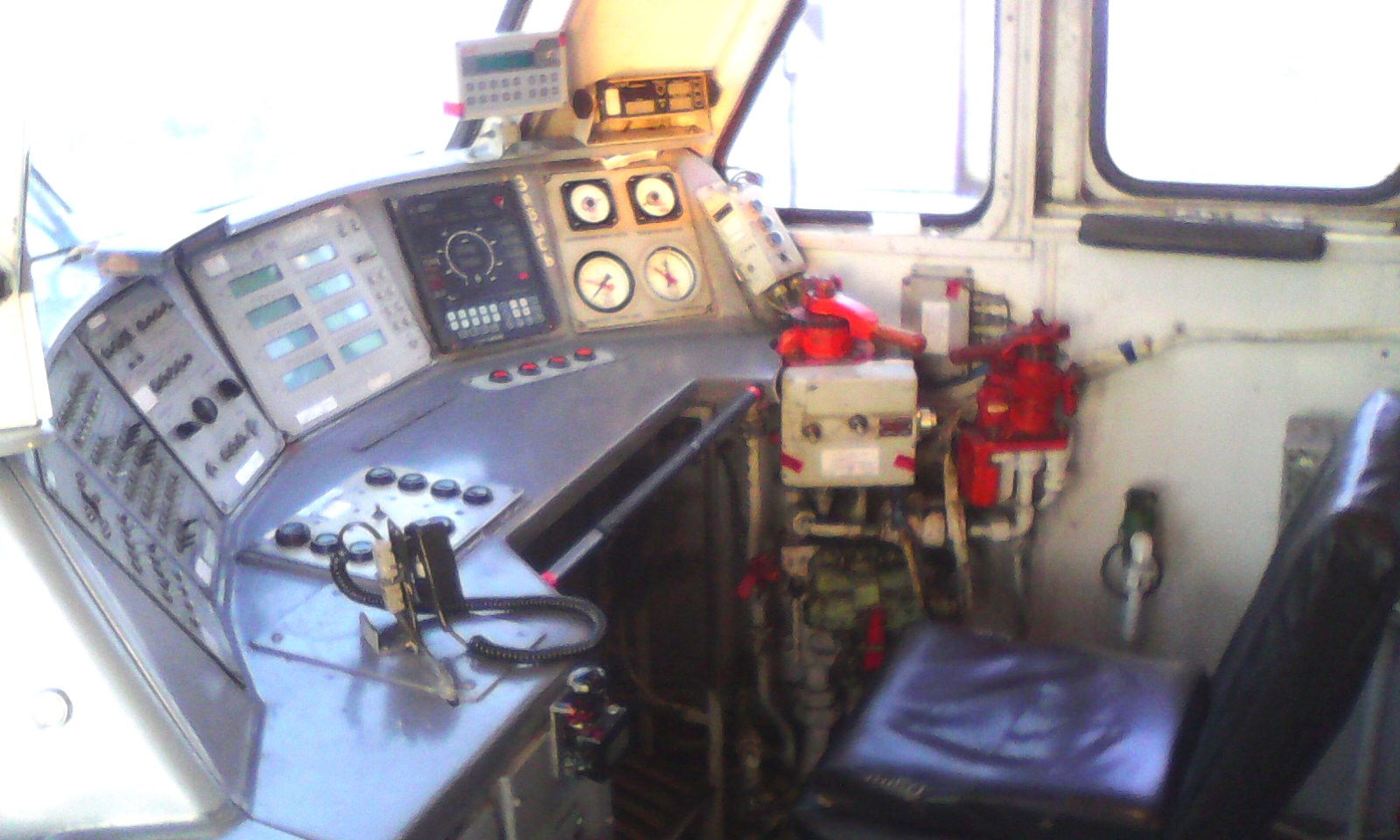
Рабочее место машиниста ВЛ10К, тумба с контроллерами заменена на управление с пульта
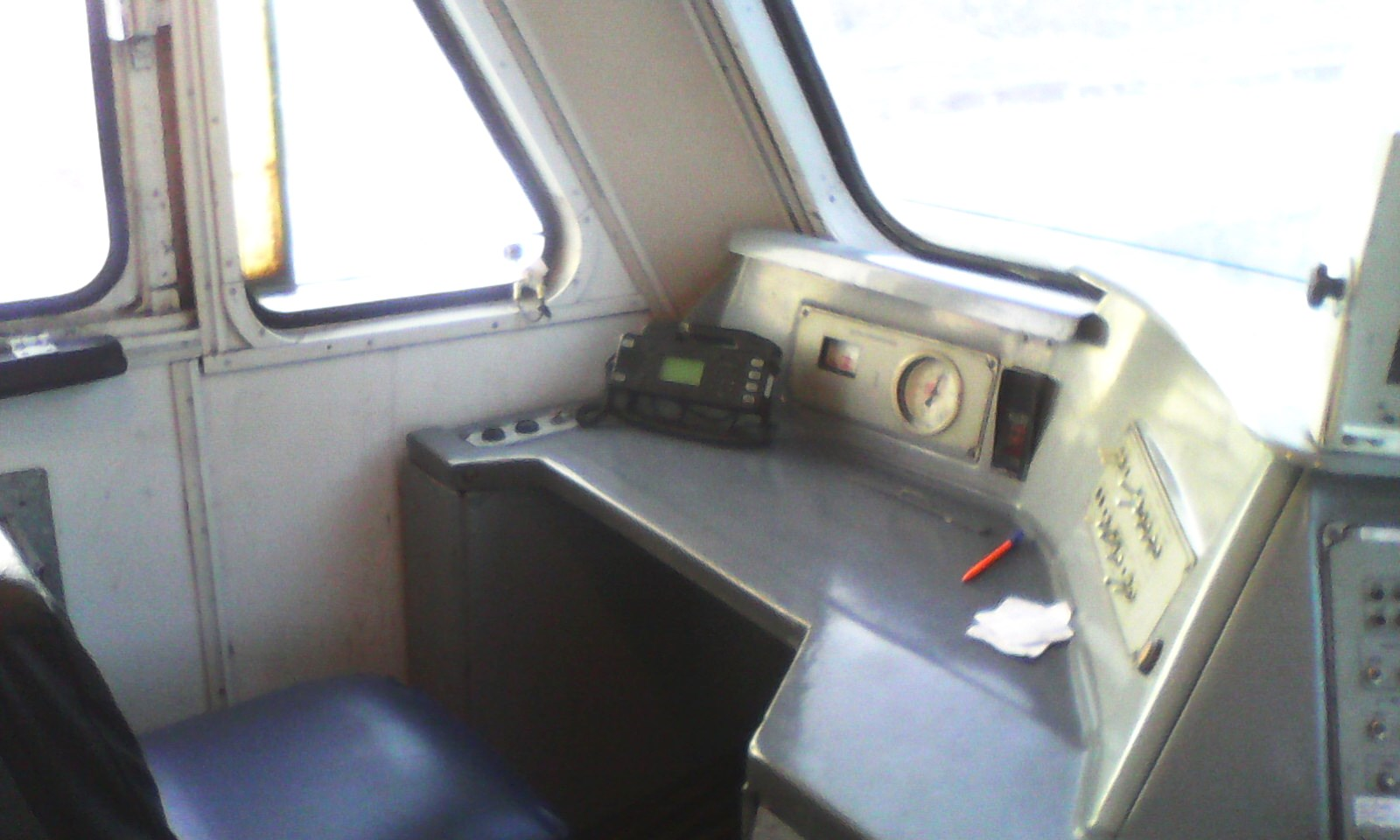
Рабочее место помощника машиниста ВЛ10К, высоковольтные тумблеры с блоком предохранителей заменены на компактный блок панели с переключателями
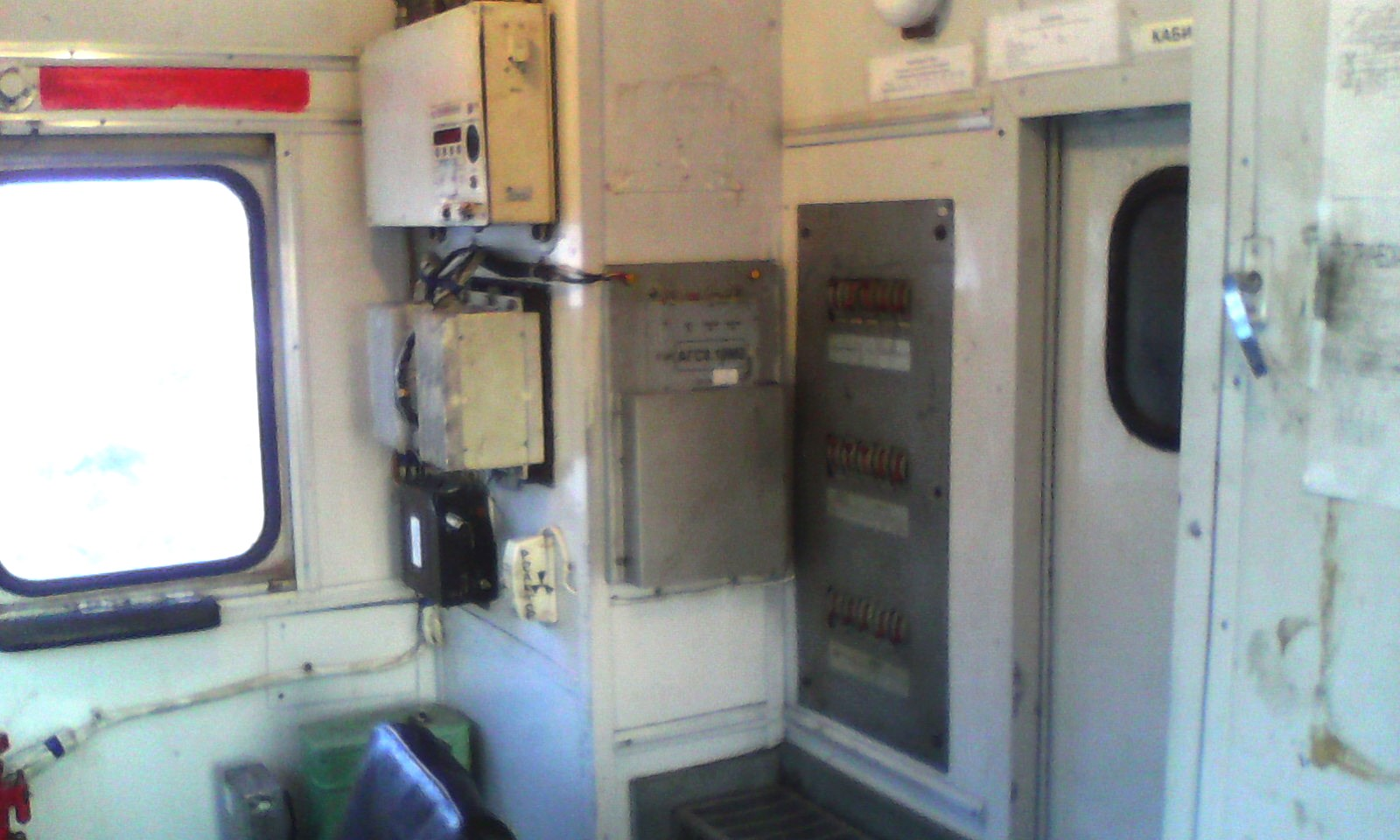
Кабина управления расширена, оборудована калориферами с вентиляцией и системой кондиционирования
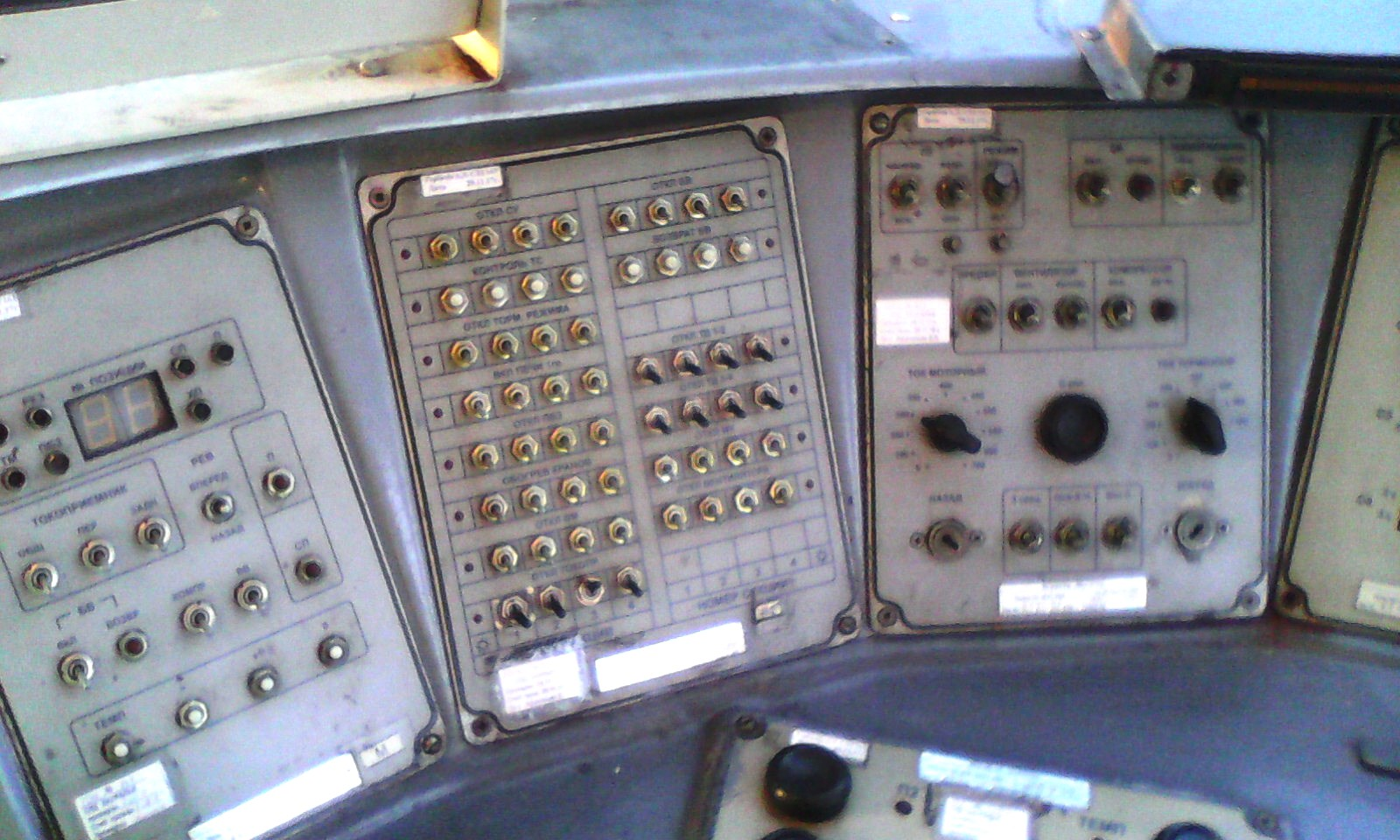
Панель управления электровозом модульная
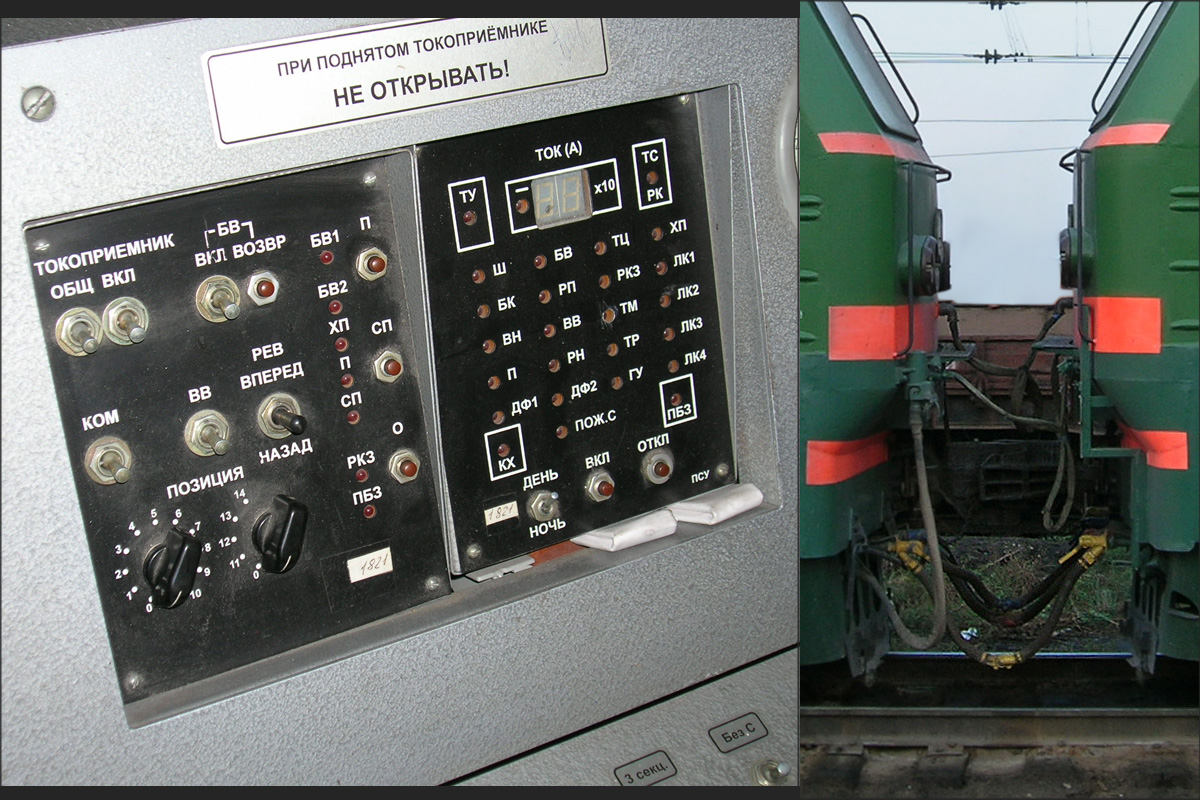
Соединение электровозов ВЛ10К по СМЕТ

### Служебный электровоз-мотриса ВЛ10-777

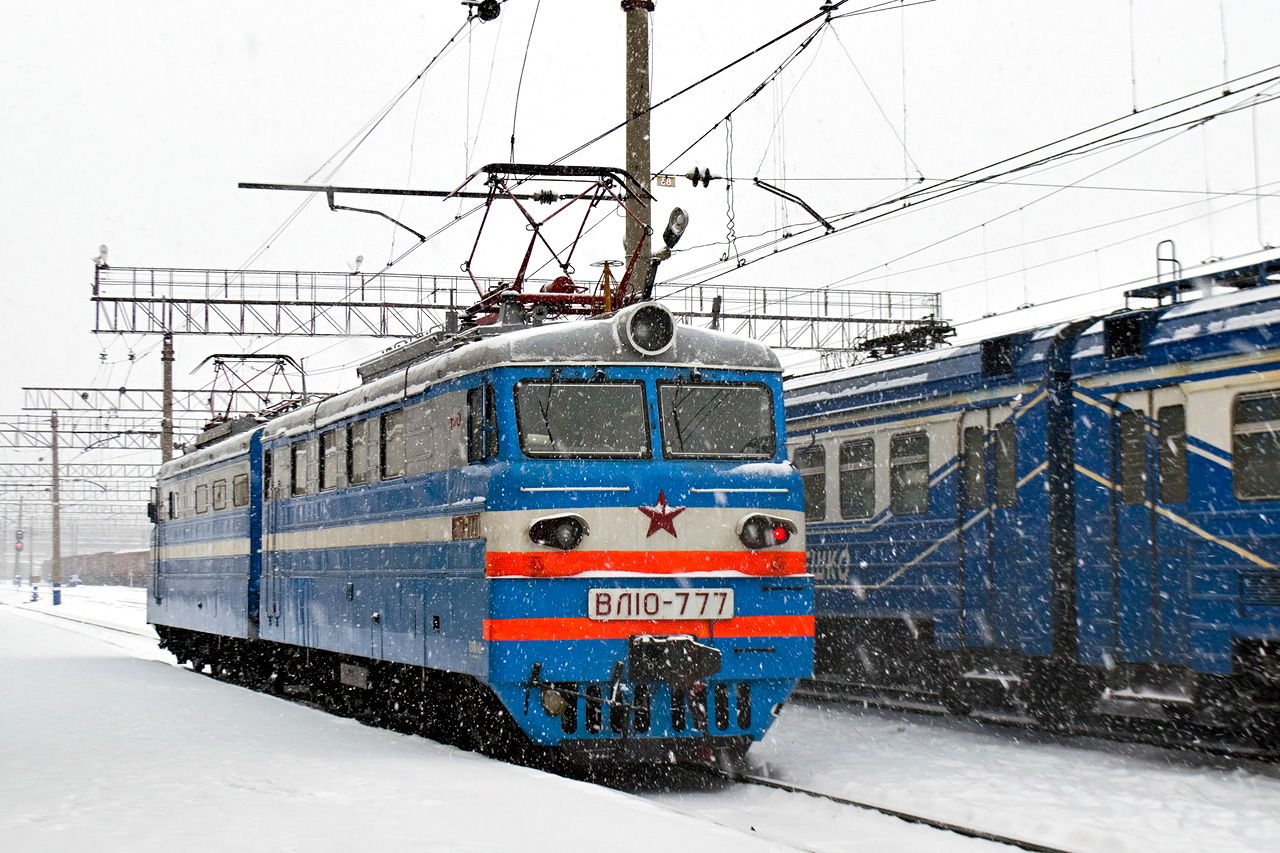
ВЛ10-777 со стороны пассажирской секции

В начале 2000-х годов Челябинский электровозоремонтный завод модернизировал одну из секций электровоза ВЛ10-777 в электромотрису: в машинном отделении секции было демонтировано оборудование и помещение переоснащено в пассажирский салон. В боковых стенках секции были установлены новые широкие окна, а входные двери перенесены от кабины машиниста в заднюю часть секции. Внутри секции в центре нового потолка располагались лампы освещения, по бокам от центрального прохода возле окон были установлены столы и стулья. Вторая секция продолжала выполнять роль электровозной.
Электровоз использовался для перевозки начальства Южно-Уральской железной дороги, при этом он мог работать как самостоятельно, так и с прицепными вагонами. В 2013 году на пассажирской секции при следовании электровоза произошёл пожар и она была списана.

### 4Е10

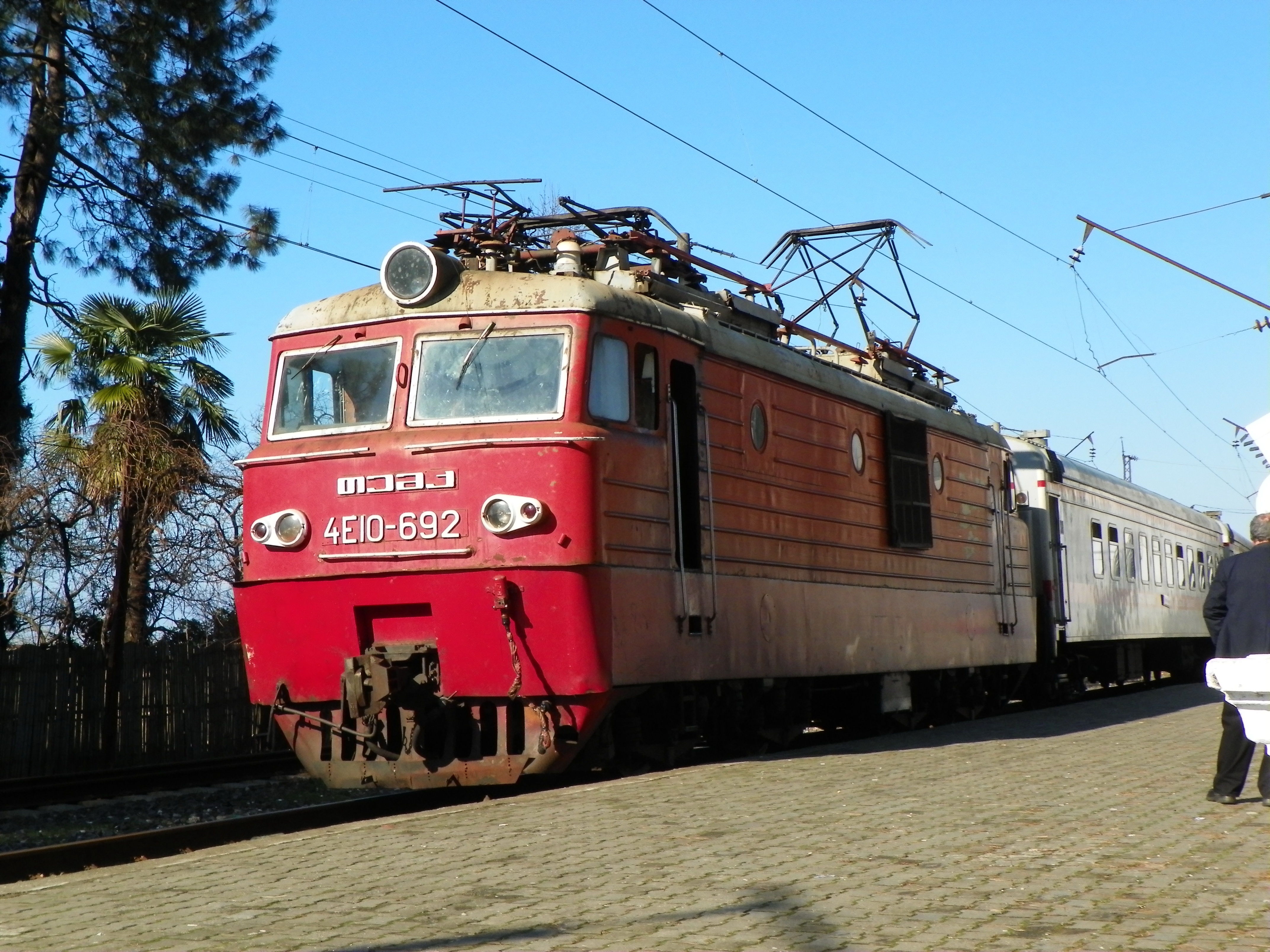
4Е10-692 с пассажирским поездом на станции Махинджаури

Грузопассажирский односекционный двухкабинный электровоз, модернизированный Тбилисским заводом из секций электровозов ВЛ10 для Грузинской железной дороги. Всего было модернизировано 15 электровозов в период с 2000 по 2008 год.
Электровоз 4Е10 изготовлен на базе экипажной части электровозов ВЛ10, ВЛ11, ВЛ11М. В качестве тяговых двигателей использованы двигатели ТЛ-2К с часовой мощностью 670 кВт. Мощность электровоза составляет 2680 кВт, максимальная скорость — 100 км/час.
Подавляющее большинство электровозов серии 4Е10 работают на железных дорогах Грузии. За пределами Грузии работает только один электровоз данной серии, заказанный российским ОАО «Белон». Несмотря на то, что завод позиционирует модель как грузовую, в Грузии электровозы этой серии очень часто работают с пассажирскими составами, так как использование электровозов серии 4Е10 позволяет высвободить тяжёлые локомотивы для перевозки грузовых поездов.
Большинство электровозов серии 4Е10 приписаны к депо Тбилиси-Пассажирская, небольшая часть — к депо Хашури. Три локомотива (4Е10-446, 4Е10-1689, 4Е10-1768) имеют бело-голубую окраску, остальные имеют красно-коричневую окраску. Единственный работающий в России 4Е10/1-001 окрашен в двух тонах: одна половина кузова белая, а вторая — зелёная. Приписан к депо Белово, работает на подъездном пути к шахте «Кастромовская».

## Конструкция электровоза

### Механическая часть

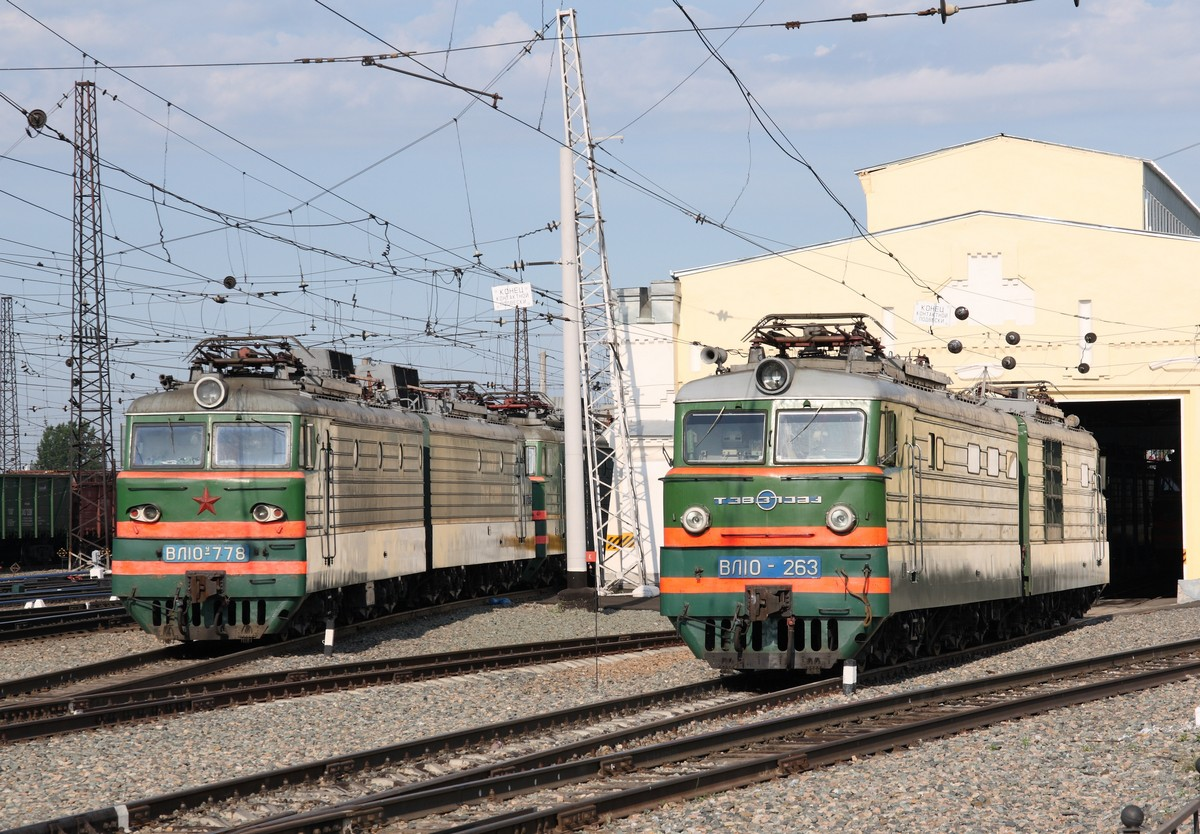
ВЛ10-263 с большими буферными фонарями старого типа (справа) и ВЛ10^{У}−778 с буферными фонарями нового типа (слева)

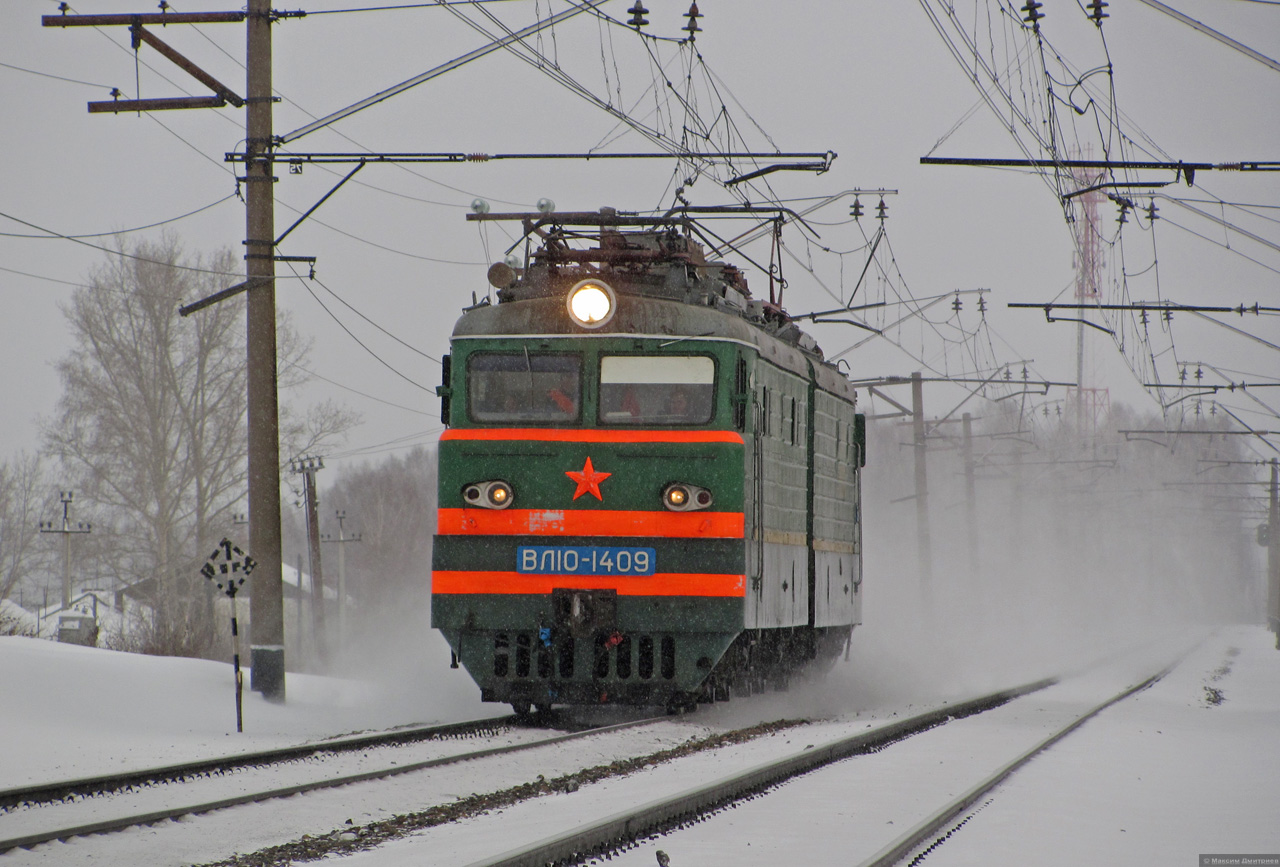
ВЛ10-1409 на перегоне Крахаль — Восточная

Электровоз состоит из двух четырёхосных секций. По кузову и тележкам унифицирован с электровозом ВЛ80К. Кузов каждой секции электровоза опирается на две двухосные тележки, в нём установлено различное оборудование, электроаппараты и электромашины.
Длина электровоза составляет 32,04 метра, высота оси автосцепки от головки рельса при новых бандажах — 1040—1080 мм, диаметр колеса по кругу катания при новых бандажах — 1 259 мм, наименьший радиус проходимых кривых при скорости 10 км/ч — 125 м.

### Силовая схема и электромашины
Для обеспечения токосъёма с контактной сети использованы два токоприёмника типа пантограф Т-5М1 (П-5), расположенные по концам каждой секции. Внутри секция делится на три отсека — в начале секции находится кабина, в середине высоковольтная камера (ВВК), отгороженная от проходов сетчатыми ограждениями, пневматически блокируемыми в закрытом положении при поднятии токоприёмника (при незакрытых шторах токоприёмники не поднимаются), в хвосте машинное отделение. В высоковольтной камере расположена практически вся коммутационная и защитная аппаратура секции — реверсор РК и тормозной переключатель ТК, переключатель ПкГ-6, переключающий тяговые двигатели секции с последовательно-параллельного (сериес-параллельного от англ. series-parallel, СП) соединения на параллельное (П), линейные, реостатные, шунтирующие и быстродействующие контакторы, дифференциальные реле и реле боксования и другие аппараты.
Имеются различие между высоковольтными камерами первой и второй секций. Из главных: в ВВК первой секции размещены быстродействующий выключатель БВ-1, защищающий тяговые двигатели, и переключатель ПкГ-4, переключающий секции с последовательного (сериесного от англ. series, С) соединения на СП (series-parallel, последовательное-параллельное), в ВВК второй секции находится БВ-2, защищающий вспомогательные машины, и переключатель мотор-вентиляторов ПШ, переключающий их с низкой скорости на высокую. Различия имеются и в целом по секциям — регистрирующий скоростемер и радиостанция установлены также только на одной секции.
В машинном отделении расположены три вспомогательные машины секции. Главная машина — мотор-вентилятор. Он состоит из высоковольтного (работающего при напряжении контактной сети) коллекторного двигателя и насаженных на его вал центробежного вентилятора, охлаждающего тяговые двигатели и ВВК электровоза, и коллекторного генератора тока управления, вырабатывающего постоянный ток напряжением 50 В для питания цепей управления и освещения. Двигатели мотор-вентиляторов секции могут быть соединены последовательно (режим низкой скорости) и параллельно (режим высокой скорости).
Для обеспечения электровоза сжатым воздухом используется мотор-компрессор, состоящий из двигателя, схожего с двигателем мотор-вентилятора, и унифицированного трёхцилиндрового тепловозного компрессора КТ-6. Сжатый воздух используется для обеспечения работы тормозов на локомотиве и в поезде, обеспечения работы пневмоконтакторов, пневматических блокировок высоковольтной камеры, подачи звуковых сигналов свистком (тихий) и тифоном (громкий), работы пневмопривода стеклоочистителей. Редуктора между двигателем и компрессором нет, поэтому двигатель выполнен на частоту вращения 440 мин−1 и не может самовентилироваться, для его охлаждения подведён воздух от мотор-вентилятора.
Для питания обмоток возбуждения тяговых двигателей в режиме рекуперативного торможения, когда все обмотки соединены последовательно, используется преобразователь (возбудитель), представляющий собой объединённые в одном корпусе высоковольтный двигатель и коллекторный генератор, вырабатывающий постоянный ток малого напряжения (до 60 В) для питания обмоток возбуждения. Максимальный ток генератора — 800 А. На валу возбудителя установлено реле оборотов РКО-28, отключающее двигатель при превышении частоты вращения. Возбуждение генератора — от батареи электровоза через резистор, сопротивление резистора машинист уменьшает перемещением на себя тормозной рукоятки контроллера, при этом растёт вырабатываемое преобразователем напряжение, а с ним напряжение, вырабатываемое тяговыми двигателями, и тормозное усилие.

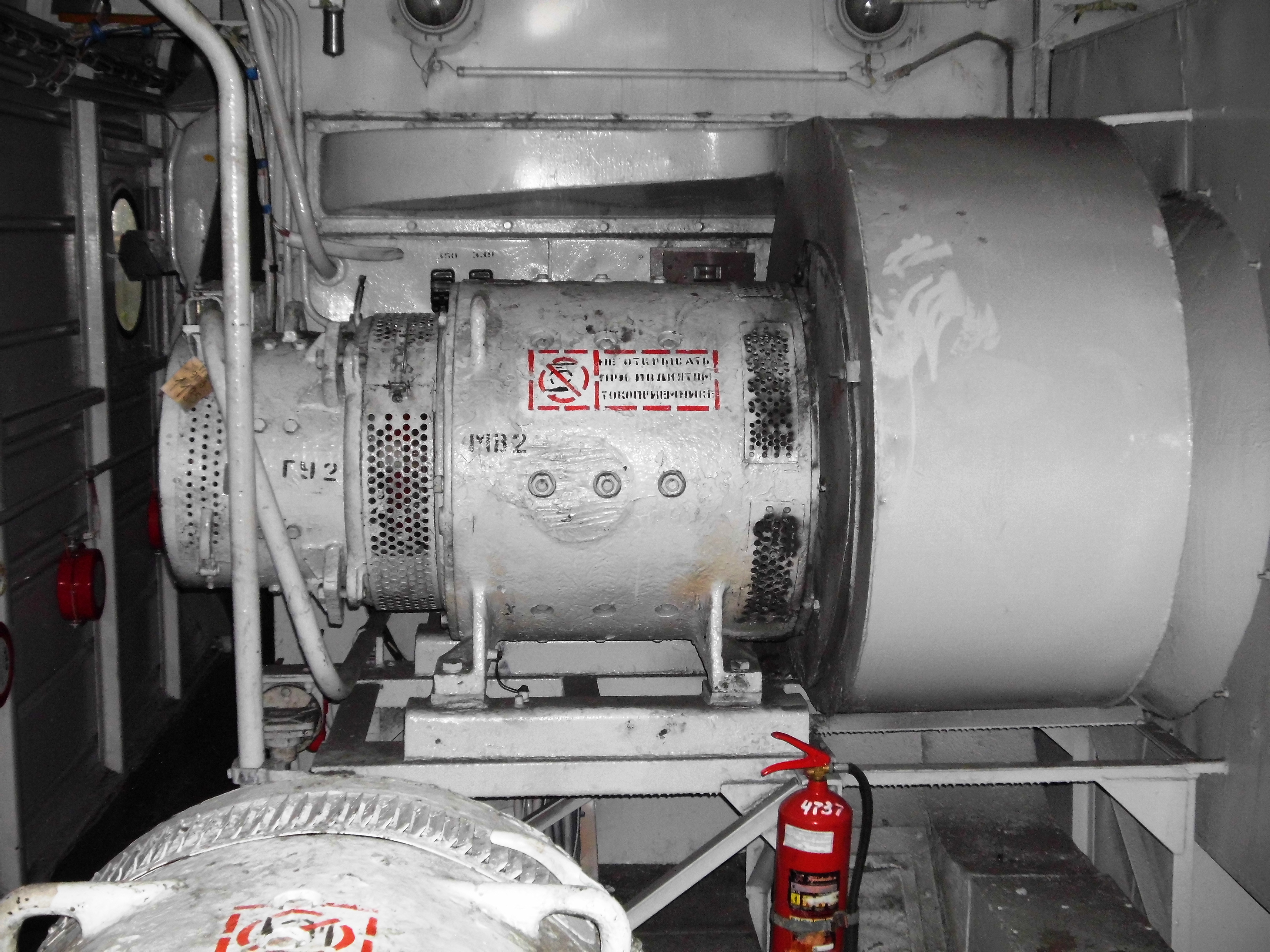
Мотор-вентилятор секции ВЛ10
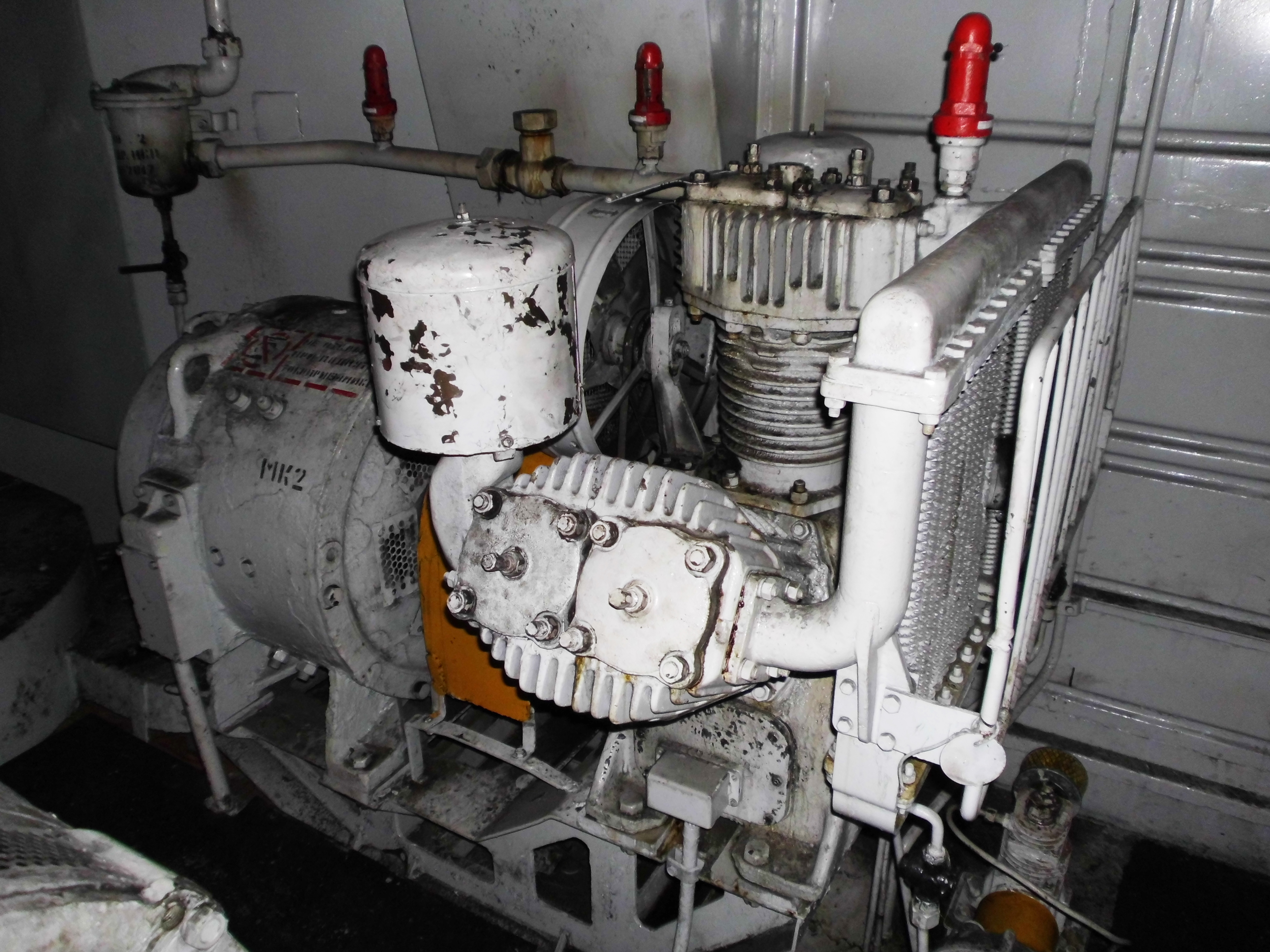
Мотор-компрессор секции ВЛ10
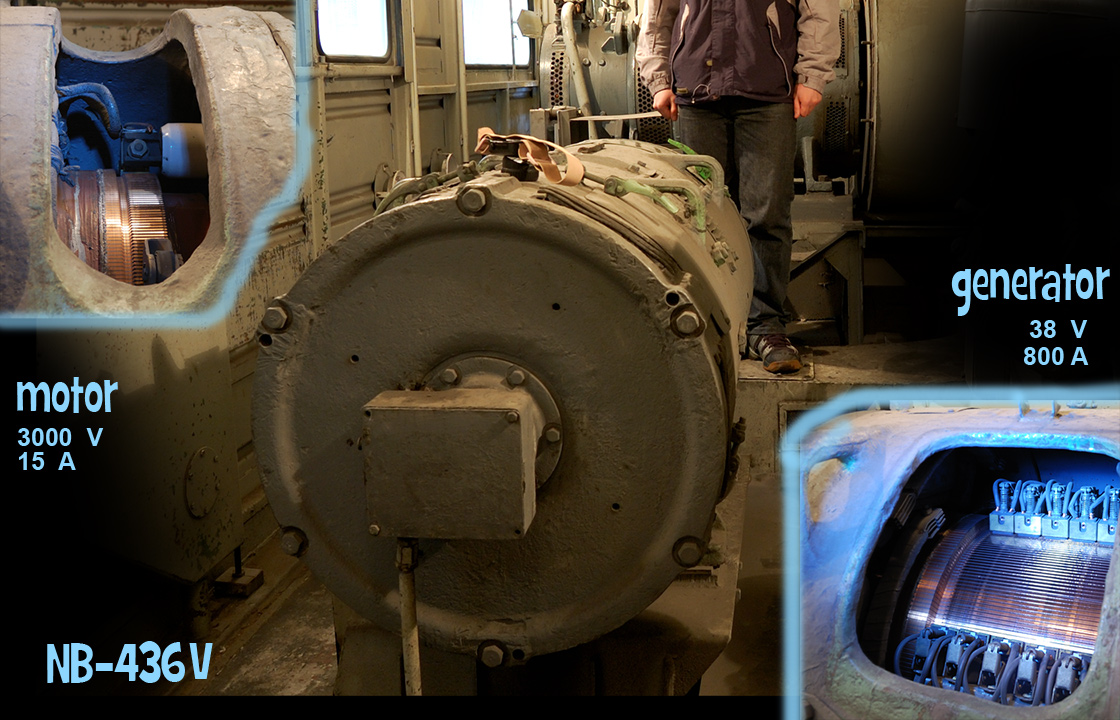
Преобразователь (возбудитель) секции ВЛ10к (на заднем плане — мотор вентилятор расположенный поперёк оси секции)
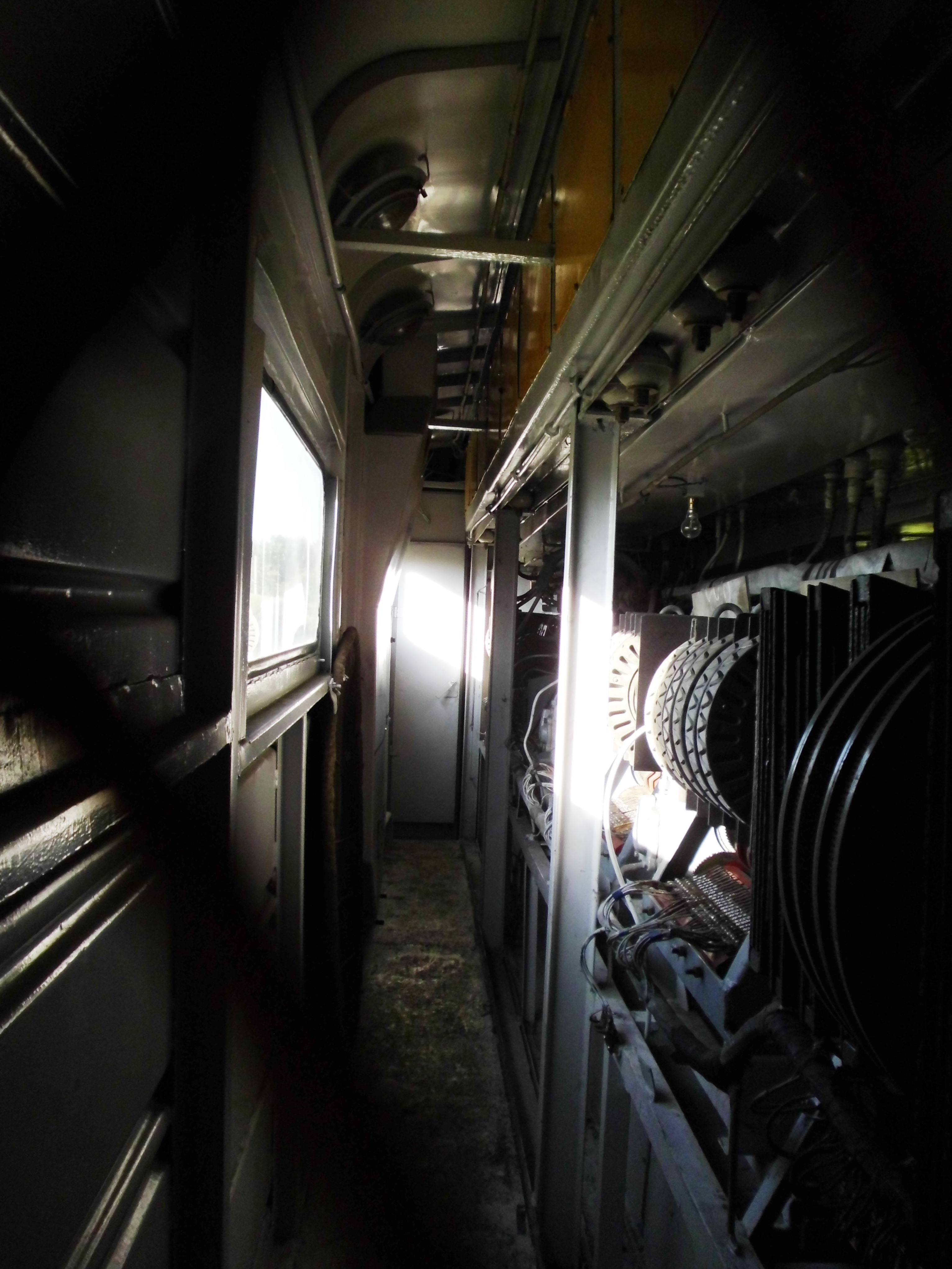
Высоковольтная камера ВЛ10. Закрываемый решётчатой дверкой проход в камеру по правому борту секции
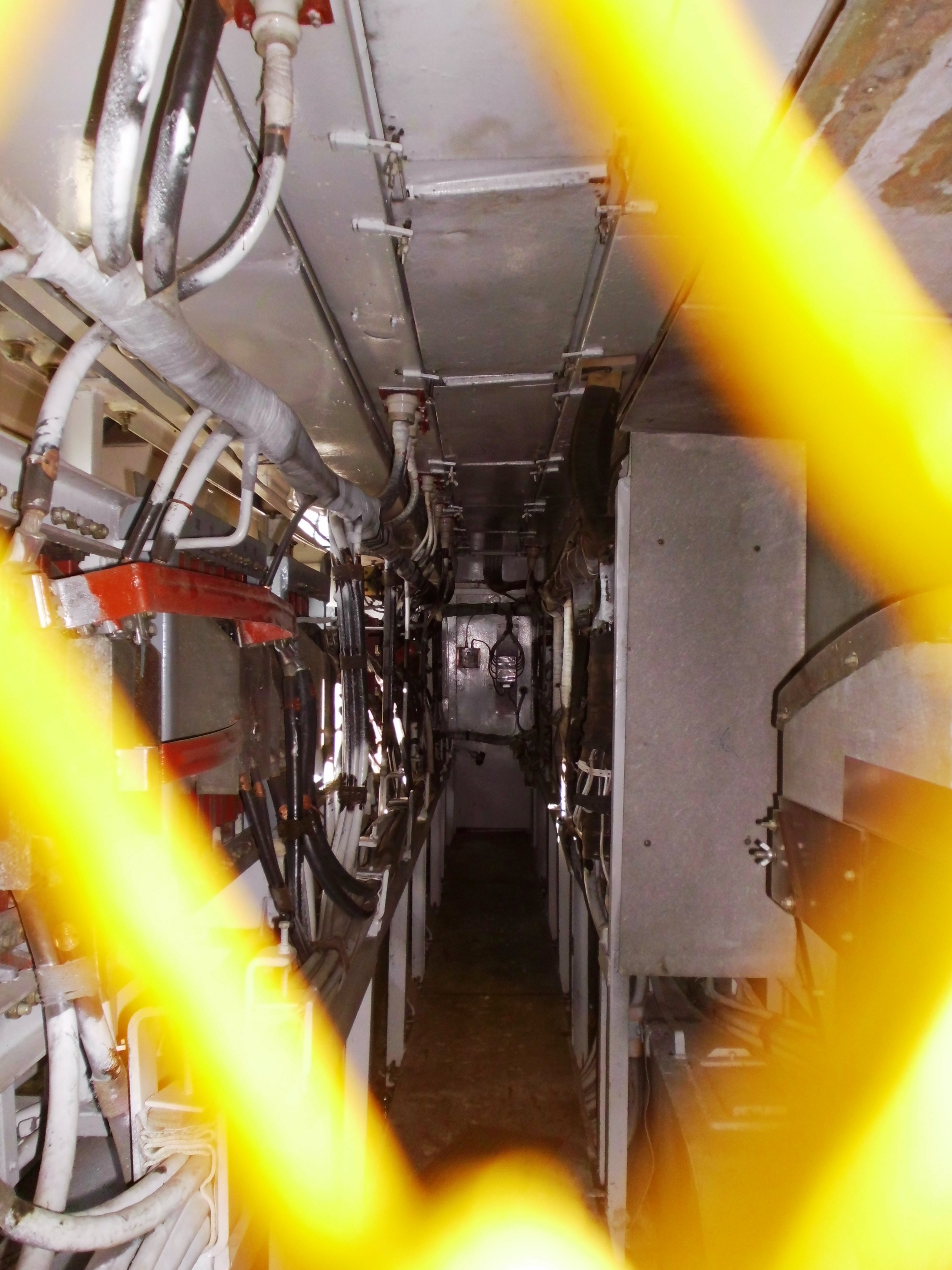
Высоковольтная камера ВЛ10к. Закрываемый решётчатой дверкой проход (средний) в камеру
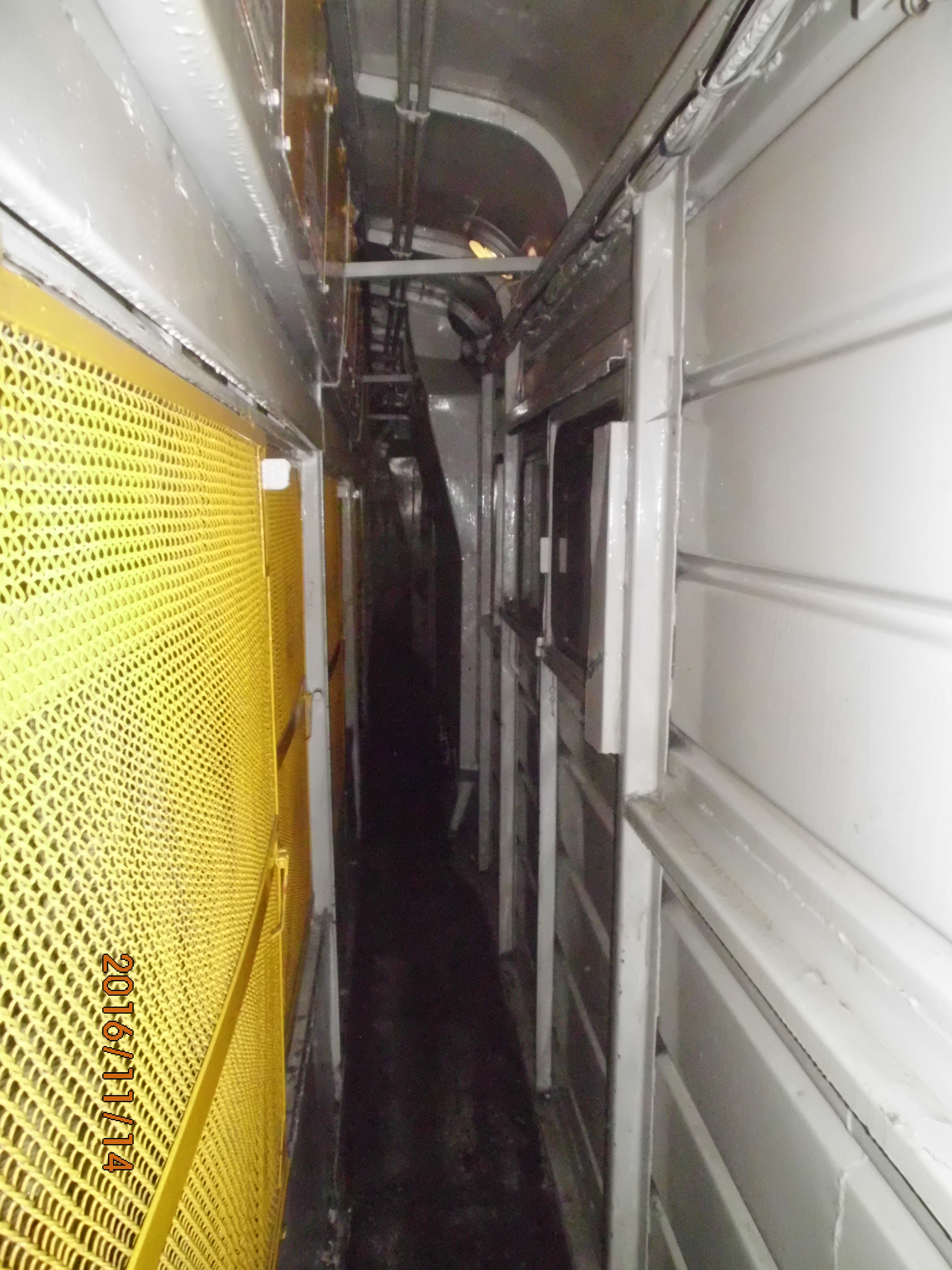
Сквозной проход вдоль левого борта секции. Слева зарешеченные окошки доступа в высоковольтную камеру

Эксплуатация электровоза допускается на высоте не более 1200 м над уровнем моря. Рекуперативное торможение возможно на всех трёх соединениях. Работа по системе многих единиц заводской схемой электровоза не предусмотрена, но с 1983 года началось оборудование электровозов ВЛ10 аппаратурой СМЕТ (Система Многих Единиц Телемеханическая).

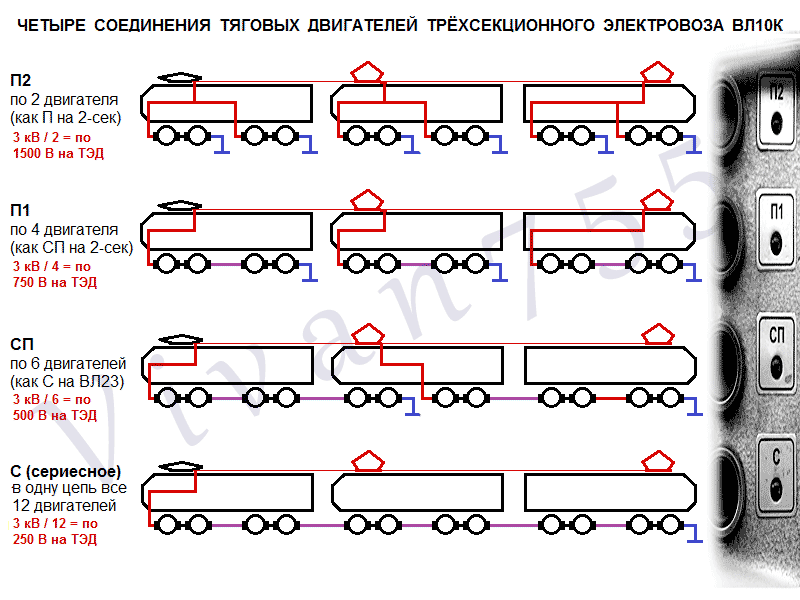
Соединения ТЭД на трёхсекционном ВЛ10К

#### Аппараты защиты тяговых двигателей
Основным аппаратом защиты тяговых электродвигателей (ТЭД) является быстродействующий выключатель (БВ). Обозначение БВ в схеме — 51-1, тип — БВП-5. Быстродействующий выключатель установлен только на секции 1. Он имеет одну пару контактов, включённых в начало цепи тяговых двигателей. Контакты имеют электропневматический привод. Выключатель включается только по команде машиниста, а выключается либо по команде машиниста, либо автоматически при возникновении аварийного режима. Автоматическое выключение БВ может происходить двумя способами: 
- При значительной перегрузке либо коротком замыкании в цепи ТЭД, когда протекающий через БВ ток этой цепи превышает 3200 А. Это значение называется током срабатывания (током уставки) БВ;
- При срабатывании какого-либо другого аппарата защиты цепей тяговых двигателей. В этом случае контакты этого аппарата обесточивают удерживающую катушку выключателя[10].

БВ может выключаться по сигналу следующих аппаратов:
- Дифференциального реле тяговых двигателей — при пробое на землю изоляции цепей ТЭД;
- Реле перегрузки двигателя мотор-генератора любой секции — при перегрузке этого двигателя;
- Контактора двигателя мотор-генератора любой секции — при выключении этого двигателя в режиме рекуперации;
- Любого быстродействующего контактора любой секции — при коротком замыкании либо перегрузке ТЭД в режиме рекуперации;
- Реле максимального напряжения — при повышении напряжения на тяговых двигателях выше 400 В в течение нескольких секунд (в режиме рекуперации);
- Автоматического выключателя управления — при понижении давления в тормозной магистрали, т.е. при пневматическом торможении электровоза (только в режиме рекуперативного торможения)[11].

На электровозах ВЛ10 впервые было предусмотрено выключение БВ при срабатывании в режиме рекуперации быстродействующего контактора. В отличие от электровоза-предшественника ВЛ8, на ВЛ10 в режиме рекуперации БВ выключался также при перегрузке двигателя мотор-генератора либо при недопустимом повышении напряжения на двигателях. Эти две защиты уже применялись ранее на электровозах ВЛ22М; отличие ВЛ10 от ВЛ22М заключалось в том, что БВ выключался только в режиме рекуперации и только при длительном повышении напряжения на двигателях. На электровозах ВЛ10у с №560 в режиме рекуперативного торможения БВ выключался и по сигналу контактора мотор-вентиляторов — при выключении мотор-вентиляторов или их переходе на низкую частоту вращения.

##### Защита от перегрузок
Для защиты ТЭД от токов перегрузок, меньших, чем ток уставки БВ, на каждой секции установлены два реле перегрузки (обозначение по схеме 65, 66) — по одному реле на группу ТЭД. В качестве реле перегрузки на электровозах до №1587 использовали реле перегрузки типа РТ-406В, применявшееся и на ВЛ8, а с №1587 — реле перегрузки типа РТ-502. По силовым катушкам реле перегрузки протекают токи тяговых двигателей. Если ток группы тяговых двигателей превысит 750 А, реле перегрузки этой группы двигателей включится (сработает) и включит в кабинах машиниста сигнальную лампу «РП». Также для сигнализации о срабатывании каждое реле перегрузки имеет блинкер — флажок, опускающийся при срабатывании реле. После срабатывания флажок восстанавливают вручную.
Если какое-либо реле перегрузки сработает в режиме тяги на позициях ослабления возбуждения, выключится контактор 76 секции 1. Если двигатели работают на 2—4 позициях ослабления возбуждения, контактор 76 выключит контакторы 13 и 213 обеих секций. При этом электровоз перейдёт на полное возбуждение — резисторы ослабления возбуждения отключатся от тяговых двигателей, что приведёт к снижению тока двигателей. После снижения тока реле перегрузки выключится, гася лампы «РП» и включая контактор 76. Для восстановления ослабления возбуждения необходимо перейти на 1 позицию ослабления возбуждения.
Если какое-либо реле перегрузки сработает в режиме рекуперативного торможения (позиции 2-16 тормозной рукоятки контроллера), также выключится контактор 76. При этом в цепь обмотки возбуждения генератора возбудителя будет введён дополнительный резистор, что уменьшит напряжение генератора возбудителя (на электровозах ВЛ8 с этой целью применялось ещё и повышение тока возбуждения двигателя возбудителя). Ток возбуждения и ток якорей двигателей снизятся. После снижения тока реле перегрузки выключится; для восстановления контактора 76 необходимо тормозную рукоятку кратковременно поставить на позицию 2.

##### Защита от повышения напряжения
Для защиты от недопустимого повышения напряжения на тяговых двигателях на электровозе установлено реле повышенного (максимального) напряжения (обозначено 64-1). В качестве реле повышенного напряжения на ВЛ10 до №1587 использовали реле типа РПН-018, а с №1577 — реле типа РПН-496. Реле установлено только на секции 1, катушка реле включена параллельно тяговым двигателям. Если напряжение на двигателях превысит 4000 В, реле повышенного напряжения включится, включая в кабинах машиниста сигнальную лампу «РП». О повышении напряжения машинист узнает по показаниям киловольтметра.
На электровозах ВЛ10 (в отличие от ВЛ8) впервые применена защита от повышения напряжения на двигателях в режиме тяги. Если повышение напряжения возникло в режиме тяги при параллельном соединении двигателей и ослаблении возбуждения, реле повышенного напряжения сработает аналогично реле перегрузки и выключит ослабление возбуждения. После снижения напряжения до 3000 В реле выключится, гася лампу «РП». Для восстановления ослабления возбуждения необходимо аналогично включить 1-ю позицию ослабления возбуждения.
Если повышение напряжения возникло в режиме рекуперации при параллельном соединении двигателей, реле повышенного напряжения сработает аналогично реле перегрузки, уменьшая напряжение на двигателях путем снижения тока возбуждения генератора возбудителя. Для восстановления схемы после снижения напряжения необходимо поставить тормозную рукоятку на позицию 2. На электровозах ВЛ10 (в отличие от ВЛ8) впервые применена защита от длительного повышения напряжения на двигателях в режиме рекуперации. Если повышение напряжения длится дольше нескольких секунд, включится реле времени 134-1 и даст команду на обесточивание удерживающей катушки быстродействующего выключателя. Выключатель отключит тяговые двигатели от контактной сети и одновременно выключит линейные контакторы тяговых двигателей.

##### Защита от перенапряжений в цепях 3000 В
Для защиты от атмосферных и коммутационных перенапряжений, которые могут возникать в высоковольтных цепях, на крыше электровоза установлен биполярный вилитовый разрядник (тип РВМУ-3,3, обозначение по схеме 48-2). Он установлен только на 2-й секции и подключён к высоковольтной цепи сразу после токоприёмника и его разъединителя. При резком повышении напряжения в цепях 3000 В сопротивление разрядника резко падает, при этом цепи 3000 В соединяются через разрядник с землей, быстро уменьшая возникшее перенапряжение. Разрядник оборудован регистратором количества срабатываний (РВР). При каждом срабатывании разрядника в регистраторе срабатывает плавкая вставка и автоматически заменяется новой.

#### Аппараты защиты вспомогательных цепей
Основным аппаратом защиты вспомогательных цепей 3000 В (цепи двигателей мотор-компрессоров, мотор-вентиляторов и электропечей отопления) является быстродействующий выключатель вспомогательных цепей (БВ2) либо конктактор вспомогательных цепей (КВЦ). Так, на ВЛ10 №1—459 и №501—615 использовали быстродействующий выключатель типа БВЭ-ЦНИИ, на ВЛ10 №616—1010 — контактор вспомогательных цепей типа МК-101, а на ВЛ10 №459—500 и с №1011 — быстродействующий выключатель типа БВЗ-2. Обозначение БВ2 (КВЦ) в схеме — 53-2; он установлен только на секции 2. Его контакты подключают вспомогательные потребители напряжения 3000 В к токоприёмникам. Как и БВ тяговых двигателей, БВ2 (КВЦ) включается машинистом, а выключается либо машинистом либо автоматически. В отличие от БВ тяговых двигателей, БВ2 (КВЦ) имеет электромагнитный привод. Им управляют двумя кнопками, установленными на пульте машиниста каждой кабины, а также в ВВК секции 2.
На электровозах ВЛ10 №616—1010 для защиты вспомогательных цепей используются высоковольтный предохранитель и дифференциальное реле вспомогательных цепей, воздействующее на контактор вспомогательных цепей (КВЦ) типа МК-101. Для управления КВЦ используются кнопки "КВЦ" и "Возврат КВЦ". Перед включением КВЦ машинист включает кнопку "КВЦ", при этом в кабинах машиниста загораются сигнальные лампы "КВЦ", а на катушку дифференциального реле вспомогательных цепей через резистор подаётся напряжение 50 В. Для включения КВЦ машинист нажимает кнопку "Возврат КВЦ", при этом включается электромагнитный контактор 163-2 второй секции. Он подаёт напряжение 50 В на катушку дифференциального реле вспомогательных цепей в обход резистора и дифференциальное реле включается. Включаясь, оно подаёт напряжение 50 В на катушку КВЦ и этот контактор включается, подавая напряжение 3000 В в цепи вспомогательных машин и отопления. При этом гаснут сигнальные лампы "КВЦ". После отпускания кнопки "Возврат КВЦ" контактор 163-2 выключается, вводя резисторы в цепь катушки КВЦ и катушки дифференциального реле вспомогательных цепей (несмотря на это, оба аппарата остаются включёнными). Для выключения КВЦ машинист выключает кнопку "КВЦ". Катушки дифференциального реле и КВЦ обесточиваются и оба аппарата выключаются. 
На электровозах ВЛ10 №459—500 и с №1011 для защиты вспомогательных цепей используется быстродействующий выключатель типа БВЗ-2. Для управления им используются кнопки "Включение БВ2" и "Отключение БВ2". Для включения БВ2 машинист нажимает кнопку "Включение БВ2", при этом включается электромагнитный контактор 163-2 на второй секции. Он подаёт напряжение 50 В на включающую катушку БВ-2 и выключатель подготавливается к включению. После отпускания кнопки "Включение БВ2" контактор 163-2 выключается, обесточивая включающую катушку. БВ2 включается, подавая напряжение 3000 В в цепи вспомогательных машин и отопления. После включения БВ2 гаснет сигнальная лампа "БВ2". При включённом БВ2 исключается подача напряжения на его включающую катушку. Для выключения БВ2 машинист нажимает кнопку "Отключение БВ2", при этом напряжение 50 В поступает на отключающую катушку БВ-2 и выключатель выключается. После выключения БВ2 его отключающая катушка обесточивается.

### Пневматическое оборудование

#### Получение сжатого воздуха и его распределение на электровозе
На электровозах ВЛ10 (как и на других электровозах) для работы пневматических тормозов, электрических аппаратов, звуковых сигналов и ряда других аппаратов используется сжатый воздух. Источником сжатого воздуха являются два мотор-компрессора, установленные по одному на секцию. Мотор-компрессор состоит из компрессора и высоковольтного электродвигателя постоянного тока, вращающего вал компрессора. Электродвигатель типа НБ-431П питается напряжением 3000 В от контактной сети.
На электровозах ВЛ10 (аналогично электровозам ВЛ8) используются поршневые трёхцилиндровые компрессоры типа КТ6-Эл с двухступенчатым сжатием и промежуточным охлаждением воздуха. При работе компрессора атмосферный воздух засасывается компрессором через два фильтра в два цилиндра низкого давления, где сжимается. После сжатия в этих цилиндрах воздух через радиатор охлаждения (холодильник) поступает в цилиндр высокого давления, где сжимается до давления 9 атм. Из цилиндра высокого давления воздух через обратный клапан типа Э-155 и влагомаслоотделитель типа Э-120/Т поступает в три главных резервуара объёмом 250 л каждый. Эти резервуары обеспечивает запас сжатого воздуха. Из резервуаров воздух через кран поступает в питательную магистраль (ПМ), по которой поступает к потребителям сжатого воздуха на данной секции. Нормально ПМ обеих секций соединяются друг с другом через концевые рукава, образуя единый трубопровод. Перед расцепкой секций рукава отключают от ПМ электровоза концевыми кранами (типа 190 и 383) с рукоятками синего цвета.
Для измерения давления в ПМ к ней подключён манометр, установленный в кабине машиниста. Автоматическое включение и выключение двигателей компрессоров в зависимости от давления в ПМ осуществляется регулятором давления типа АК-11Б (номер по схеме 90) — пневматическим выключателем, также подключённым к ПМ. Регулятор давления установлен только на секции 1; при его неисправности его отключают от ПМ краном.
Для защиты от недопустимого повышения давления в пневмосистеме (например, при неисправности регулятора давления) между компрессором и главными резервуарами установлены два предохранительных клапана типа Э-216 (один отрегулирован на давление 9,5 атм, другой — на 9,8 атм). При превышении этого давления клапаны открываются, сбрасывая избыточное давление в атмосферу.
Из питательной магистрали каждой секции сжатый воздух поступает:
- в тормозную систему — к крану машиниста, крану вспомогательного тормоза, электропневматическому клапану автостопа, клапану замещения рекуперативного торможения пневматическим, реле давления;
- на секции 2 — в пневмосистему электрических аппаратов и стеклоочистителей обеих секций;
- к звуковым сигналам, в систему пескоподачи, к клапанам догружения тележек[25].

#### Система догружения тележек
На электровозе ВЛ10 с целью улучшения сцепления колёс с рельсами предусмотрена система догружения передней по ходу движения тележки каждой секции. Догружение осуществляется электропневматическим приводом. При движении электровоза в одном направлении включаются вентили клапанов догружения первой и третьей тележек. На каждой секции сжатый воздух из ПМ через редуктор, понижающий давление воздуха до 2—2,5 атм, и открытый клапан идёт в цилиндры догружения первой и третьей тележек. При движении электровоза в обратном направлении направлении включаются вентили клапанов догружения второй и четвертой тележек, догружение происходит аналогично. Давление в цилиндрах догружения каждой секции контролируется по двум манометрам. На электровозах ВЛ10 первых выпусков было предусмотрено автоматическое изменение догружающей силы в зависимости от силы тяги электровоза. Оно осуществлялось электромагнитным регулятором давления типа РД-012: в зависимости от тока тяговых двигателей своей секции, протекавшим через обмотку регулятора, он подавал в пневмосистему догружения секции сжатый воздух давлением от 1,2 до 4,5 атм.

#### Звуковые сигналы
На крыше каждой секции над кабиной машиниста установлены два аппарата для подачи звуковых сигналов — свисток и тифон. Эти аппараты работают на сжатом воздухе давлением 7,5…9 атм, поступающем из питательной магистрали. Для подачи свистка необходимо нажать кнопку «Свисток» в кабине машиниста. При этом включится электропневматический клапан свистка (тип — КП-1, № по схеме 114 либо 115), подавая сжатый воздух из ПМ к свистку данной секции. Для подачи гудка необходимо нажать кнопку «Тифон». При этом на обеих секциях включатся аналогичные клапаны тифона (№ по схеме 112 и 113), подавая сжатый воздух из ПМ к тифонам. Предусмотрена возможность подачи гудка при отсутствии напряжения в бортовой сети или неисправности цепей тифона. Для этого необходимо нажать педаль «Тифон» в кабине машиниста. При этом педаль (тип — КС-52) пропустит воздух из ПМ к тифону в обход электропневматического клапана тифона. Неисправный клапан или звуковой сигнал отключают от ПМ разобщительным краном (тип — №383). На электровозах ВЛ10 №1265-1499 и с №1540 вместо клапанов звуковых сигналов КП-1 использовались клапаны типа КП-39. На электровозах ВЛ10 поздних номеров взамен тифона и свистка устанавливали ревун типа ТС-15, представляющий собой свисток и тифон, объединённые в общем корпусе.

## Электропоезда с секциями электровозов ВЛ10

### «Урал» (ВЛ10 с вагонами ЭД2)
В 1990-е годы на Южно-Уральской железной дороге (ЮУЖД) был выявлен недостаток электропоездов при избыточном количестве локомотивов серии ВЛ10. Для обеспечения дороги новыми составами для пригородного движения было решено сформировать электропоезда, используя имеющиеся прицепные промежуточные вагоны поездов серий ЭР1 и ЭР2, а также доработанные секции имеющихся в запасе электровозов ВЛ10, вцепляемых в состав вместо головных вагонов. В 1998 году таким образом был сформирован электропоезд «Урал-1». Состав эксплуатировался на участке Златоуст — Кропачёво — Златоуст. В начале 1999 года был подготовлен к испытаниям состав «Урал-2». При этом трудно определить, являются ли цифры 1 и 2 порядковыми номерами, либо это разные модели поезда; известно лишь, что некоторые приборы панели управления для «Урала-2» стали более современными и экономичными, а за счёт уменьшения оборудования стало свободнее в кабине.
В 2000 году Демиховский машиностроительный завод выпустил по заказу ЮУЖД десять прицепных вагонов модели 62-322, идентичные прицепным вагонам электропоездов ЭД2Т и ЭД9Т. Вагоны получили обозначение ЭД2 и номера от 0001 до 0010; маркировка наносилась на бок вагона под окнами в обычном формате, например: ЭД2-0002. Планировалось скомплектовать два состава по пять вагонов с локомотивной тягой.
О дальнейших действиях известно немного, а некоторые данные в различных источниках не соответствуют друг другу.
Известно, что для создания поездов на ЮУЖД были использованы, по крайней мере, два электровоза ВЛ10 (с номерами 779 и 695). Однако по данным некоторых источников (форумов и т. п.) первый из них входил в состав поезда «Урал-1», другой — «Урал-2»; в других же аналогичных источниках информация прямо противоположна. Иногда поезд с секциями ВЛ10-695 упоминается как «Таганай».
Также нет окончательной ясности с распределением вагонов ЭД2 по составам. Известно, что какое-то их число включалось в состав «Урал-1» (либо предназначалось для него).
Эксплуатация составов продолжалась около семи лет, после чего электропоезда были расформированы. При этом оба электровоза были возвращены в эксплуатацию с грузовыми поездами, а вагоны ЭД2 отправлены на базу запаса Муслюмово.

### ЭД4ДК
После создания составов ЭД1 с секциями электровозов ВЛ80С и «Урал» с секциями электровозов ВЛ10 была предпринята попытка создать подобный поезд двухсистемного питания.
Компоновать поезд было решено по схеме Э+10Пп+Э (Э — секция электровоза). Для этого были взяты секции локомотивов ВЛ10-315 и ВЛ80Т-1138, а также десять прицепных промежуточных вагонов поезда ЭД4МК. Состав получил обозначение ЭД4ДК (буква «Д» указывает на двухсистемное питание, «К» — на повышенную комфортность), номер 001. Однако испытания состава, проводившиеся с 2002 по 2003, окончились с отрицательным результатом. В 2003 году проект был закрыт и поезд был расформирован. Электровозам вернули вторые секции, после чего они были возвращены в эксплуатацию с товарными поездами; вагоны списаны и порезаны.
Более подробно о составе ЭД4ДК см. в статье ЭД4 (подраздел ЭД4ДК).

## Эксплуатация
Первоначально электровозы ВЛ10 с постройки поступали в депо Пенза-III, Дёма и Рузаевка Куйбышевской железной дороги, в депо Курган и Петропавловск Южно-Уральской железной дороги, в депо Московка Западно-Сибирской железной дороги, в депо Львов-Запад и Мукачево Львовской железной дороги, в депо Лозовая Южной железной дороги, в депо Иркутск-Сортировочный Восточно-Сибирской железной дороги, на Закавказскую железную дорогу в депо Ленинакан, Хашури и Тбилиси. В период 1977—1982 годов локомотивы депо Львов-Запад, Мукачево, Дёма и Пенза-III, заменяясь на новые локомотивы ВЛ10У и ВЛ11, переданы на Западно-Сибирскую и Кемеровскую железную дорогу, вытеснив там электровозы ВЛ8 и ВЛ23. В середине 1980-х годов электровозы ВЛ10 передавались в локомотивные депо Северной и Московской железных дорог. В период с 1980 по 1985 годы ВЛ10У массово поступали в депо Белово Кемеровской железной дороги, вытесняя ВЛ8. В 1995 году, в связи с переводом участка Зима — Слюдянка Восточно-Сибирской железной дороги на переменный ток, все ВЛ10 и ВЛ10У депо Иркутск-Сортировочный переданы на Октябрьскую железную дорогу, позволив вывести из эксплуатации физически и морально устаревшие электровозы ВЛ23. С 1999 года электровозы ВЛ10, переданные из депо Ярославль-Главный, Московка и Курган, массово эксплуатировались на Северо-Кавказской железной дороге, работая как с грузовыми, так и с пассажирскими поездами, заменив изношенные ВЛ8. В 1999 и 2012 годах отмечен факт продажи нескольких десятков электровозов Российских железных дорог в Грузию, Армению и Азербайджан.
В ряде депо, в связи с нехваткой пассажирских локомотивов, а также в связи с условиями эксплуатации на участках железных дорог с тяжёлым профилем пути, некоторые ВЛ10, оснащённые электропневматическими тормозами и электрическим отоплением пассажирских вагонов, эксплуатировались с пассажирскими поездами. В настоящее время такие локомотивы работают в депо Симферополь.
По состоянию на 2022 год ВЛ10 — основной грузовой электровоз постоянного тока, используемый в странах СНГ. В России с 2008 года начата полномасштабная замена парка электровозов постоянного тока на локомотивы нового поколения 2ЭС6, 2ЭС10, 2ЭС4К, обладающие лучшими характеристиками. Так, на Северо-Кавказской железной дороге эксплуатация ВЛ10 в грузовом и пассажирском движении завершилась в 2014 году. На Западно-Сибирской железной дороге парк грузовых электровозов постоянного тока обновлён более чем на 80%, наименее изношенные локомотивы были переданы на другие железные дороги. Массовая эксплуатация ВЛ10 и ВЛ10У продолжается на Московской, Октябрьской, Куйбышевской и Южно-Уральской железных дорогах, причём бо́льшую часть составляют электровозы ВЛ10У.
В Грузии, Армении и Азербайджане ВЛ10 эксплуатируются и с грузовыми, и с пассажирскими поездами. Часть электровозов прошли капитальный ремонт с продлением срока службы на Тбилисском электровозостроительном заводе. На Львовской железной дороге локомотивы этой серии обслуживают движение от Львова до Пшемысля (Польша) и через Карпаты (через Стрый, где и идёт основной поток, или Самбор).

## Происшествия с ВЛ10
- В январе 1978 года электровоз ВЛ10-1013 получил повреждения до степени исключения из инвентарного парка в результате обрушения Некрасовского путепровода на ст. Курган[44].
- В ночь на 29 ноября 1987 года электровоз ВЛ10-043 в составе грузового поезда № 2005 попал в Крушение под Гардабани. Локомотивная бригада поезда № 2005 погибла[45]. Электровоз списан 11 ноября 1988 года, находится на Тбилисском электровозостроительном заводе[46].
- В ночь на 4 июня 1989 года электровоз ВЛ10-901 с поездом № 211 «Новосибирск — Адлер» попал в железнодорожную катастрофу под Уфой. Электровоз ВЛ10-901 сгорел вместе с пассажирскими вагонами[47]. Также в катастрофу попал электровоз ЧС2-689[48].
- 19 сентября 2006 года грузовой поезд с электровозом ВЛ10У-259 столкнулся с грузовым автомобилем в районе станции Листвянка[5].
- 11 августа 2011 года на перегоне Ерал — Симская участка Кропачёво — Иглино Куйбышевской железной дороги грузовой поезд № 2707 с электровозами ВЛ10-336 и ВЛ10У-184 столкнулся с хвостом впереди идущего поезда. В результате столкновения погибла локомотивная бригада поезда № 2707, электровозы ВЛ10-336 и ВЛ10У-184 разбиты до степени исключения из инвентаря[49][5].
- 4 декабря 2012 года одна секция электровоза ВЛ10-1524 была разбита при столкновении с грузовым автомобилем на неохраняемом регулируемом переезде перегона Каменск-Уральский — Перебор в Свердловской области. Локомотивная бригада погибла, электровоз списан и порезан[50].

## Собственные имена локомотивов

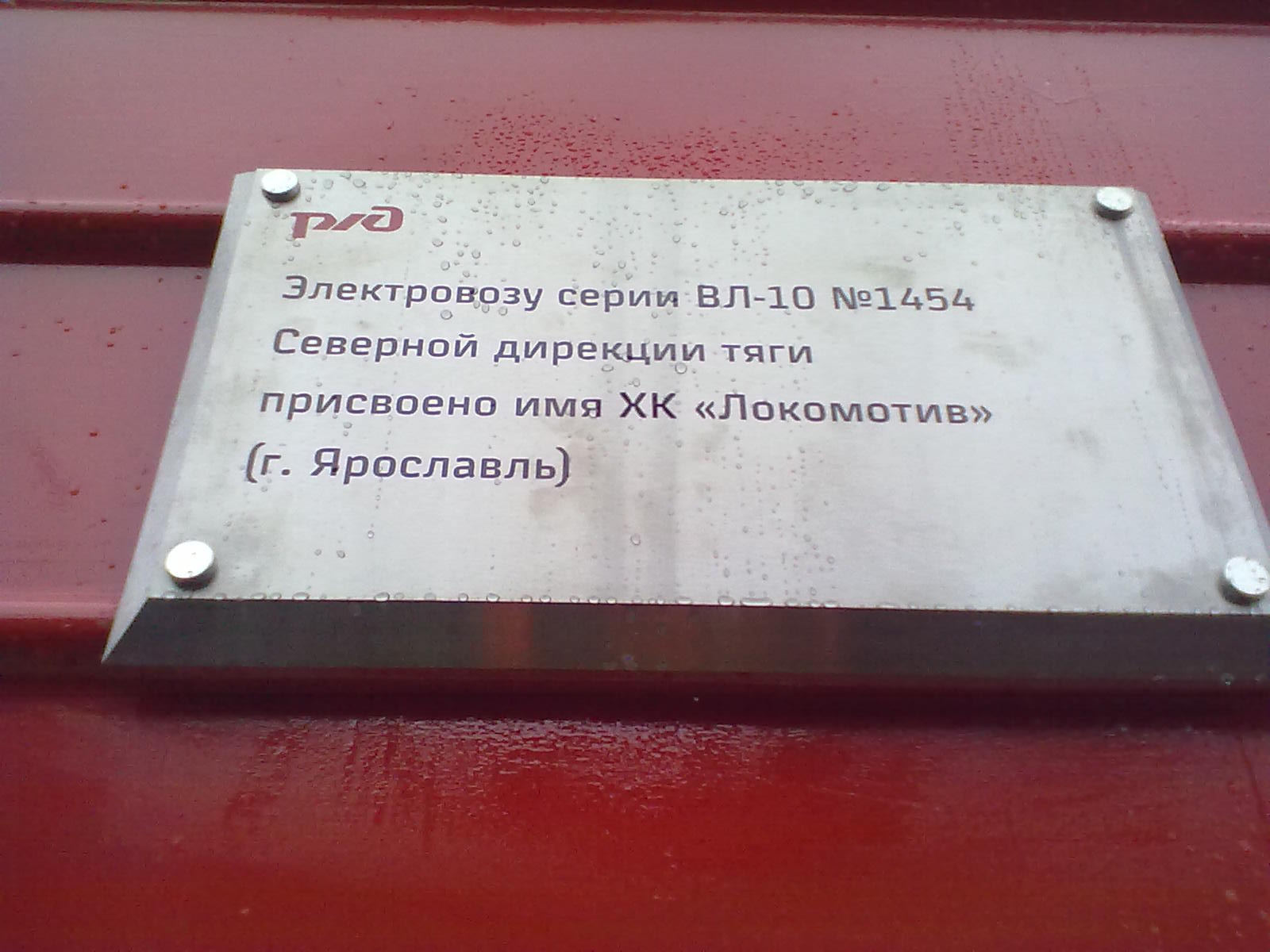
Табличка на электровозе ВЛ10-1454

- На Куйбышевской железной дороге в депо ТЧЭ-3 Пенза-3 работал до 2012 года электровоз ВЛ10−1805, носящий имя машиниста Ивана Рахубы[51].
- Электровозу ВЛ10-1454 депо ТЧЭ-1 Северной железной дороги (Ярославль-Главный) в январе 2012 года присвоено имя «Хоккейный клуб „Локомотив“» (г. Ярославль)[52].

## Игровая индустрия
Электровоз ВЛ10-792 и ВЛ10-541 в 2012 году был представлен в игре Trainz Simulator 12. В 2020 году компания-разработчик PlayWay (из Польши) представила компьютерную игру-симулятор Trans-Siberian Railway Simulator (сокращённо — TSR). Технический персонаж сюжета — тот же ВЛ10-792. Действие разворачивается на участке от Новосибирска до Красноярска (несмотря на то, что локомотив приписан к Северной железной дороге).